# Косса, Франческо дель
Франческо дель Косса (итал. Francesco del Cossa; ок. 1436, Феррара — 1478, Болонья) — итальянский художник эпохи Ренессанса.

## Биография

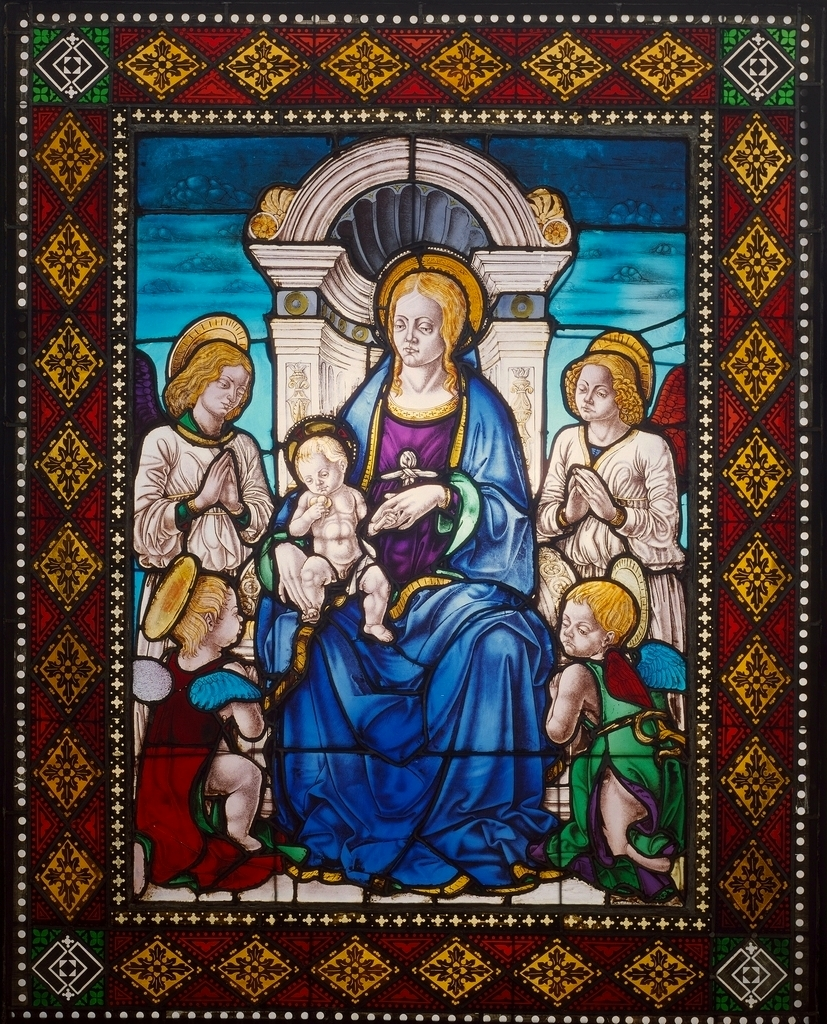
Мадонна с младенцем и четырьмя ангелами. Витраж по эскизу Франческо дель Косса, 1467 г., ц. Сан Джованни ин Монте, Болонья

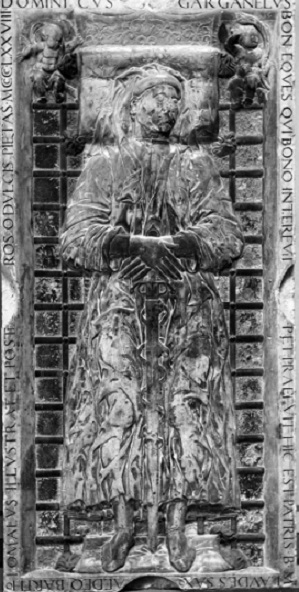
Франческо дель Косса. Надгробие Доменико Гарганелли. 1478, Городской музей средневековья, Болонья

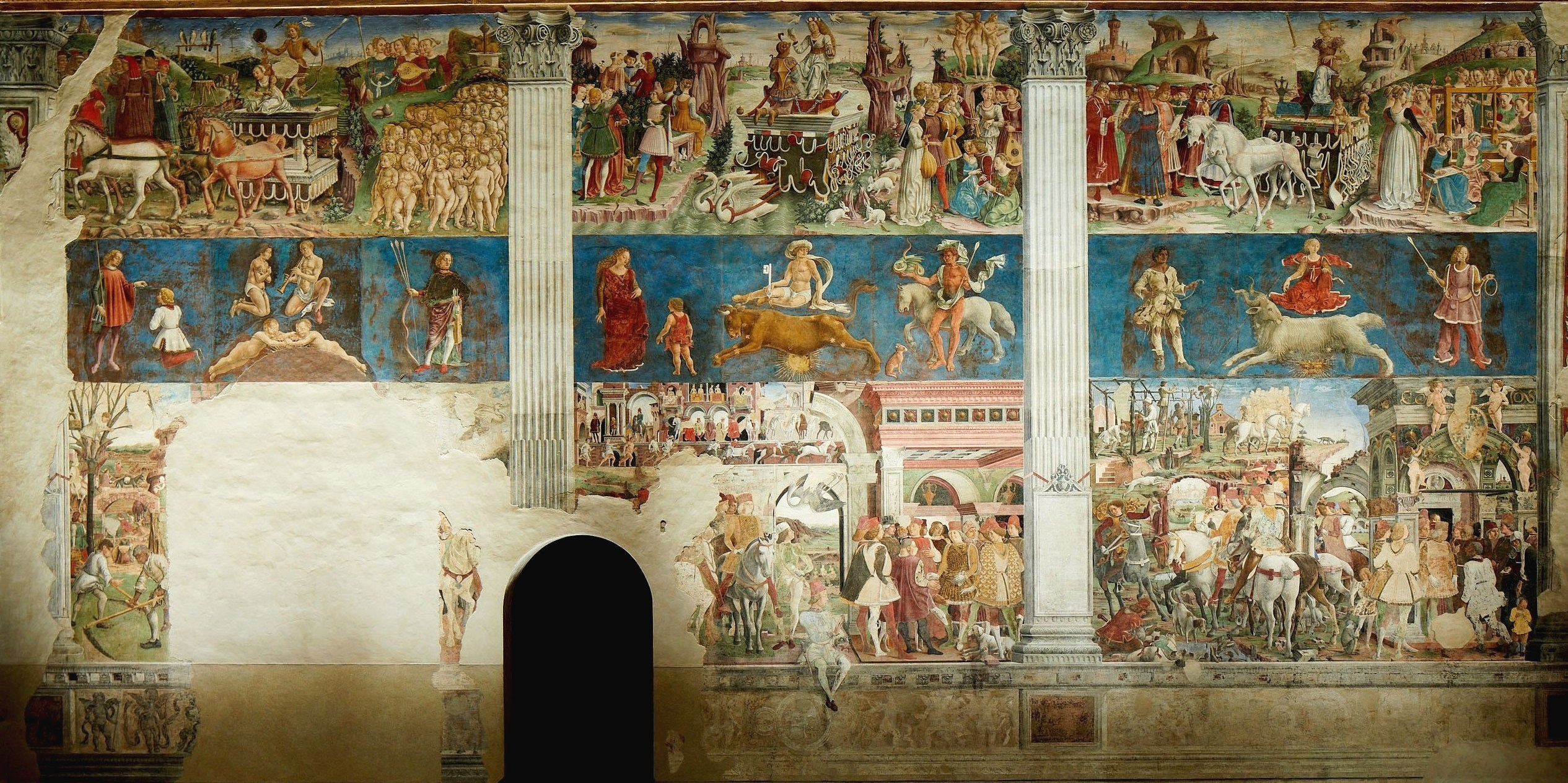
Франческо дель Косса. Справа налево: Март, Апрель, Май. Фрески Зала Месяцев в Палаццо Скифанойя 1469-70

Джорджо Вазари в своём многотомном труде, посвящённом художникам и скульпторам, не оставил биографии Франческо. Более того, он перепутал там Франческо дель Косса с Лоренцо Костой. О художнике мало что было известно до XIX века, когда были открыты его фрески в палаццо Скифанойя. Только после этого стало возможным определить истинное значение его творчества в истории итальянского искусства. Жизненный путь художника частично восстановлен благодаря немногочисленным сохранившимся документам.
Неизвестна дата рождения живописца. Существующая дата — 1436 год является умозаключением, проистекающим из писем двух болонских учёных Анджело Микеле Салимбени и Себастьяно Альдрованди, датированных февралём и маем 1478 года, в которых упоминается, что художник Франческо дель Косса преждевременно скончался в Болонье в 1478 году в возрасте 42 лет.
Документально установлены родители Франческо — каменных дел мастер Кристофоро и его супруга Фьорделизия Мастрия. Его отец, далеко не последний человек в городе, участвовал в возведении кампанилы феррарского собора. Исследователи считают, что под влиянием отца Франческо освоил ваяние, поскольку кроме живописи занимался скульптурой, а также подготовкой витражей.
Впервые имя Франческо упоминается в документе от 11 сентября 1456 года, в котором сообщается, что молодой художник получил плату за фреску «Снятие с креста», написанную возле алтаря феррарского собора (хотя из текста нельзя понять — это была фреска или скульптурная группа). Отец Франческо — Кристофоро, обозначен в документе как опекун, отвечающий за финансовую сторону дела, и это означает, что художник тогда ещё не имел независимого статуса. Это произведение прожило недолго, так как в конце XV века апсида храма была перестроена, и работа уничтожена.
В двух разных нотариальных актах Феррары от 1460 года Франческо выступает свидетелем и уже обозначен как «pictor», то есть художник. Тем не менее он продолжал находиться под юридической опекой своего отца до ноября этого года.
Следующий документ, имеющий отношение к Франческо дель Косса был найден в Болонье; в нём сообщается, что живописец выступил в качестве свидетеля при крещении сына болонcкого сенатора, нотариуса Бартоломео Гарганелли. Документ считается свидетельством ранних контактов Франческо с Болоньей, где он в дальнейшем найдёт среди местной элиты важных заказчиков для своих произведений (в частности, Гарганелли заказал ему росписи в храме Сан Пьетро, вызывавшие восхищение современников, но впоследствии уничтоженные). Отец Бартоломео Гарганелли — Доменико скончался в том же 1478 году, что и Франческо; скульптурное надгробие Гарганелли, заранее заказанное, полагают, выполнил то ли сам Франческо, то ли его ученик Эрколе де Роберти, которому также покровительствовало семейство Гарганелли.
В 1463 году скончался его отец, но о самом Франческо документы ничего не сообщают до 1467 года. Исследователи предполагают, что в этот период художник мог побывать во Флоренции и познакомиться там с искусством рисовальщика и гравёра Мазо Финигуэрры а также с творчеством Доменико Венециано, поскольку флорентийская культура изображения человеческого тела, тесно связанная со скульптурой, и характерно-флорентийская работа с насыщенными красками в живописи, обнаруживаются в дальнейших работах Франческо дель Косса, созданных после 1467 года.
11 февраля 1467 года он отмечен в родной Ферраре, но чуть позже в том же году возвращается в Болонью, куда был приглашён для устройства витражей в храме Сан Джованни ин Монте. Франческо создал картоны для витражей с изображением «Мадонны с младенцем и ангелами» (витраж был изготовлен братьями Доменико и Джакомо Кабрини), и «Мадонны с младенцем» (этот витраж ныне хранится в музее Жакмар Андре, Париж) и, вероятно, «Иоанна на Патмосе».
В 1469 или в начале 1470 года Франческо вернулся в Феррару, где по приглашению герцога Борсо д’Эсте принял участие в росписи палаццо Скифанойя. Закончив три большие фрески в Зале Месяцев (Salone dei Mesi) с изображением «Марта», «Апреля» и «Мая», Франческо обратился к герцогу с письмом, в котором просил увеличить плату за свой труд, поскольку считал себя мастером более известным, чем иные работавшие в палаццо художники. Кроме того, как сообщает Франческо, он использовал золото и более дорогие и поэтому качественные краски, и работал в одиночестве (da sollo), а герцог установил жёсткую плату за 1 квадратный фут (piede) в 10 болоньини, независимо от качества и числа мастеров. Борсо д’Эсте оставил на этом прошении резолюцию с пожеланием Франческо довольствоваться назначенным гонораром, поскольку эта плата была установлена именно для мастеров, призванных расписать самые важные части зала. После этого обиженный Франческо уехал в Болонью, где в основном проживал до своей кончины в 1478 году.
В Болонье его ждали престижные заказы. Правитель Болоньи Джованни II Бентивольо (1443—1508) предложил ему восстановить и частично переписать так наз. «Мадонну дель Бараккано». Франческо завершил работу к 1472 году. Эта фреска в санктуарии Санта Мария дель Бараккано, была предметом поклонения и имела большое значение для семейства Бентивольо. В 1473 году художник сделал два подготовительных картона с фигурами св. Августина и Св. Петрония для храма Сан Петронио, где эти святые были изображены в технике инкрустации. В то же время (1470-73 годы) вместе с Эрколе деи Роберти он работает над большим алтарём для капеллы Флориано Гриффони (так наз. «Полиптих Гриффони»). Ныне отдельные части этого разобранного алтаря хранятся в разных музеях мира.
В 1474 году он написал большую картину для болонской Торговой палаты «Мадонна с младенцем на троне со св. Петронием, св. Иоанном Богословом и преклоняющимся донатором Альберто Каттани». Эта картина, известная как «Пала деи Мерканти» имеет дату и подпись художника.
В документе от 1475 года он совместно с Бартоломео Гарганелли, с которым его связывали деловые отношения, выступает компаньоном Марко Антонио дельи Арлогги, а в следующем году становится крестным отцом другого сына Бартоломео Гарганелли. В том же 1476 году его имя фигурирует в деловом контракте с двумя племянниками в Ферраре.
В 1478 году Франческо был занят росписями капеллы Гарганелли в болонском храме Сан Пьетро, а также изготовлением скульптуры для этой капеллы. Неожиданная и преждевременная смерть мастера в том году (полагают, от эпидемии чумы) прервала его работу. Что это была за скульптура до сих пор неизвестно, а росписи завершал его ученик Эрколе де Роберти. Этим фрескам не повезло. Несмотря на восторженные отзывы о них, в частности, таких корифеев, как Микеланджело Буонаротти, фрески были уничтожены при перестройке храма. От них сохранилось лишь несколько фрагментов.

## Творчество
Расцвет живописи в Ферраре и то, что обычно именуют «феррарской школой», связаны с правлением герцогов д’Эсте. Слава этого семейства началась с Альберто д’Эсте (прав. 1388-93), который в 1391 году основал в Ферраре университет (Studio di Ferrara). Однако настоящий прорыв в превращении Феррары в один из центров Ренессанса произошёл при Лионелло д’Эсте (1407—1450), который был воспитанником известного учёного-гуманиста Гуарино да Верона (1374—1460). Среди тех, кто работал в Ферраре при этом правителе, были Леон Баттиста Альберти (в 1438 и в 1441 годах), Пизанелло (1438), Якопо Беллини (1441), Рогир ван дер Вейден (1450), Андреа Мантенья (1446-47) и Пьеро делла Франческа (1446-47). Произведения этих мастеров заложили в Ферраре основы того, что станет «феррарской школой живописи». Местные мастера впитывали это богатое наследие и развивали его в особом, присущем феррарским вкусам стиле.
Наряду с Козимо Турой и Эрколе де Роберти, Франческо считают важнейшим представителем этой живописной школы. Считается, что важную роль в его формировании сыграл Козимо Тура, хотя достоверных свидетельств, что Франческо был его учеником, не сохранилось. Разнообразные источники творчества Туры, среди которых называют современную ему венецианскую живопись, интернациональную готику и живопись Мантеньи, были объединены в его творчестве с помощью уникальной графичности: объёмы фигур в произведениях Туры тонут в необузданной, нервной линии рисунка одежд. Эта манера, а также творчество Пьеро делла Франческа были определяющими для немногих ранних произведений Франческо дель Косса. В них жёсткую графичность Туры он смягчает более плавной линией и мягким построением объёмов.
Его несомненный шедевр — фрески в палаццо Скифанойя уже содержат античные сюжеты, такие, как «Триумфы» или "Три Грации». В этих фресках гармонично объединены самые разные мотивы: фантастические пейзажи, мифологические персонажи, сцены из жизни Борсо д’Эсте и его придворных — всё это передано с помощью искусного рисунка и насыщенной цветовой гаммы. Особое внимание уделено разнообразной, богато декорированной архитектуре. Во фресках представлено живописное пиршество, далеко ушедшее от суховатых работ его учителя Туры, и хотя в них ещё ощущается дыхание поздней готики, произведения проникнуты новым, ренессансным духом.
В алтаре «Благовещение», исполненном для ц. Оссерванца, очевидно влияние Пьеро делла Франческа, выраженное в изображении пространства, которое Франческо дель Косса выстраивает с помощью перспективы и освещения. В целом зрелое творчество мастера представляет собой оригинальный и гармоничный сплав ренессансных художественных тенденций с уходящей готикой. Эта манера в той или иной степени была продолжена его учеником Эрколе де Роберти, который в свою очередь повлиял на формирование Лоренцо Коста.

## Основные произведения

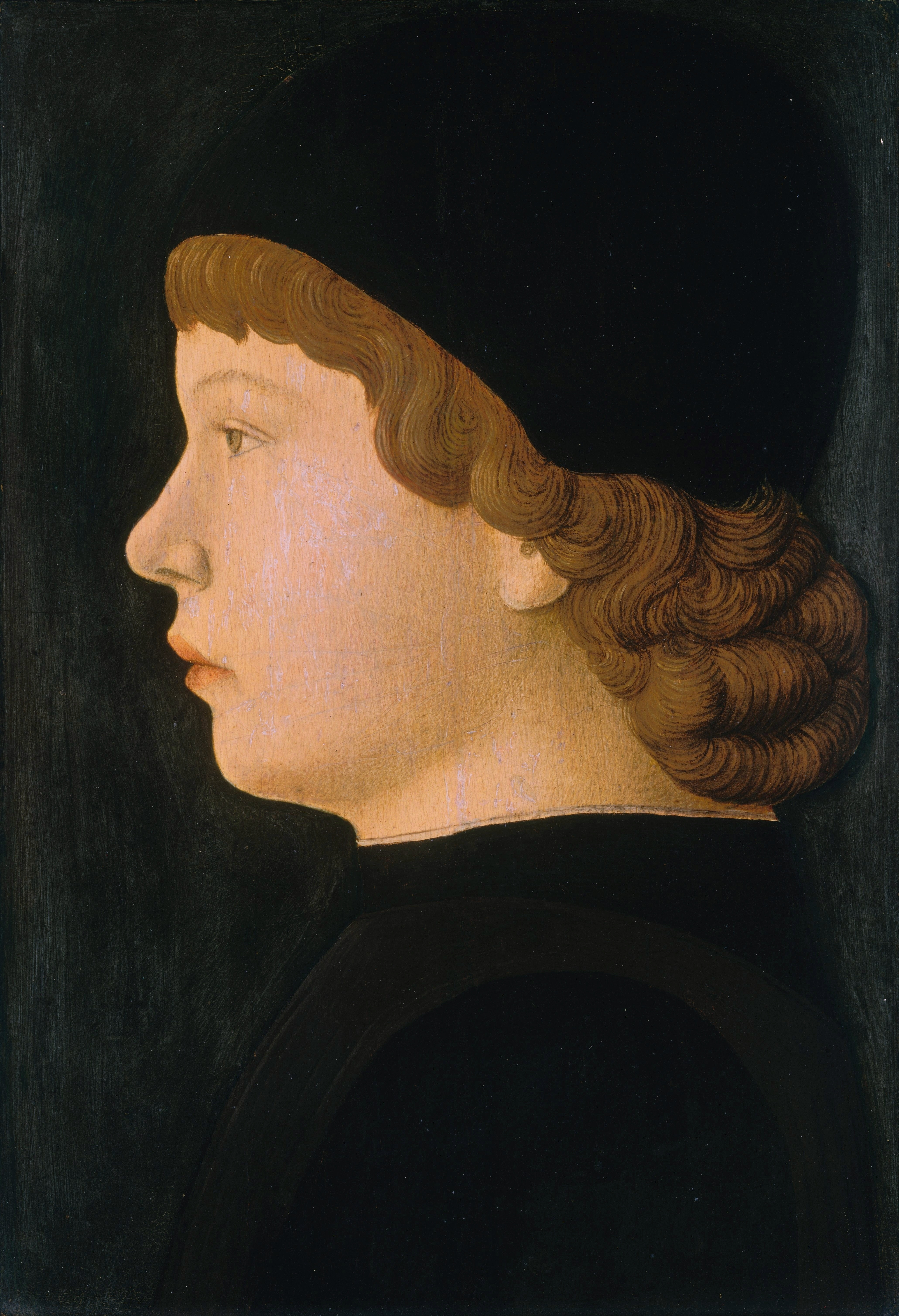
Франческо дель Косса. Портрет мальчика в профиль. кон. 1460х Национальная галерея, Вашингтон

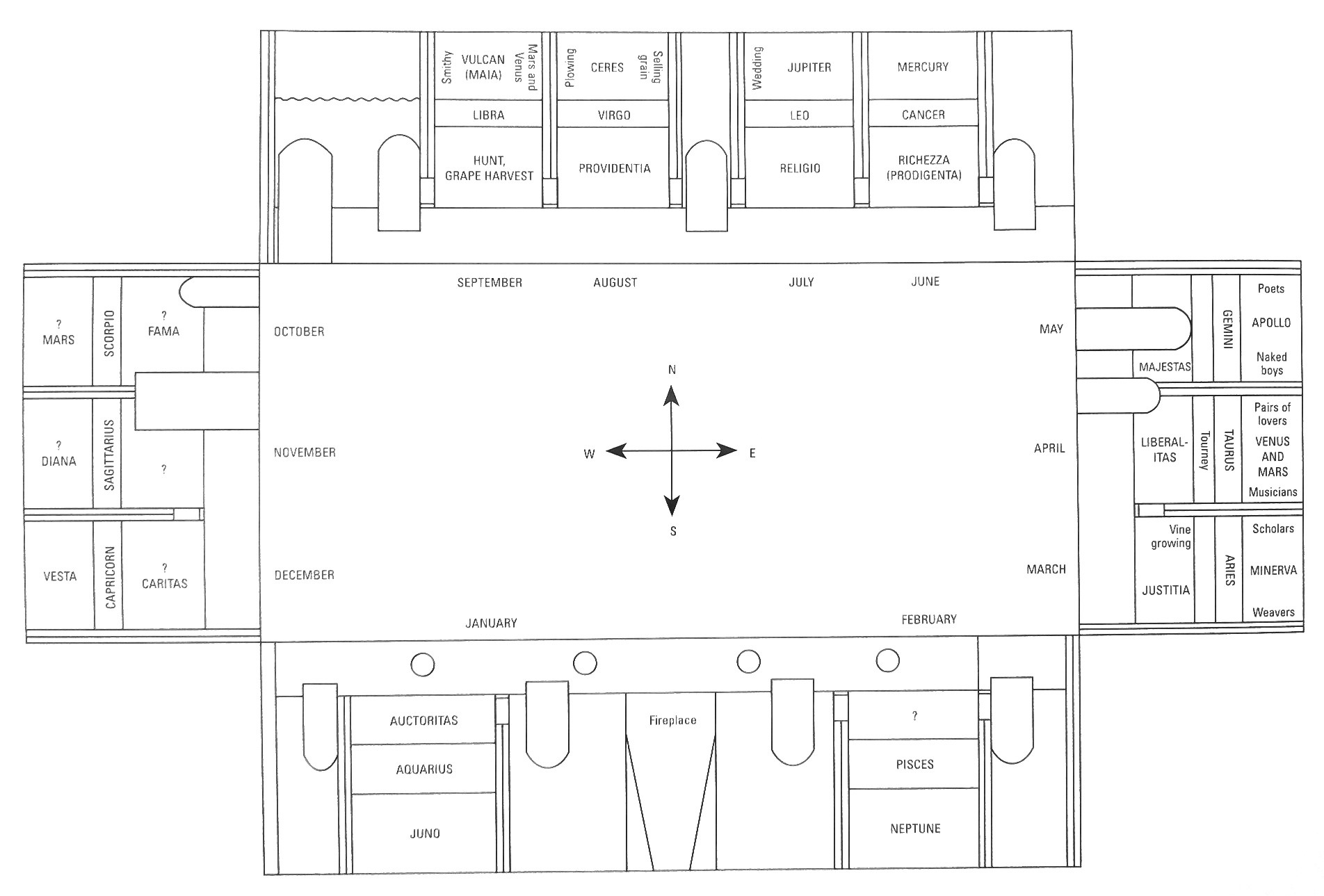
Схема расположения фресок в Салоне Месяцев Палаццо Скифанойя.

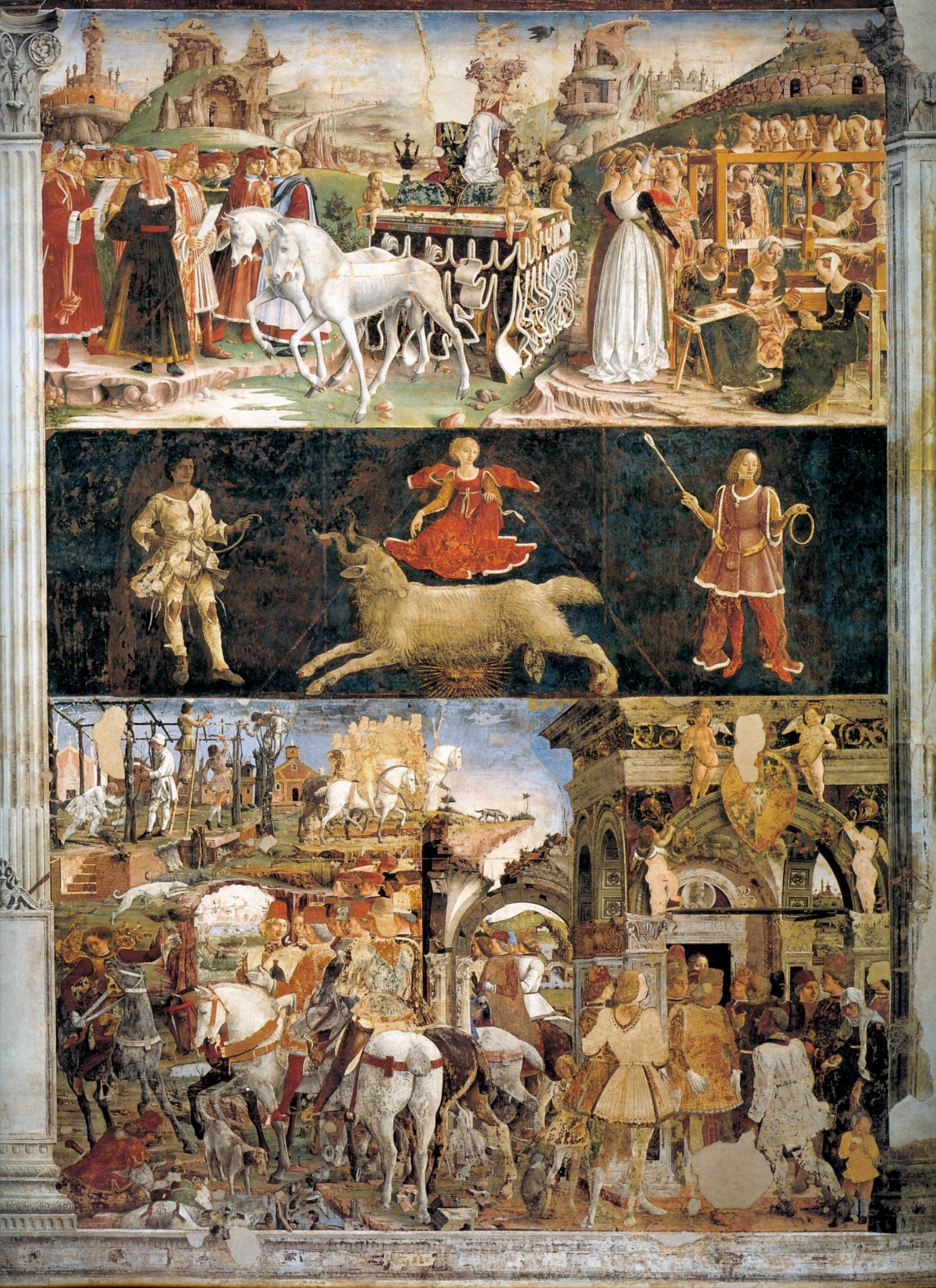
Франческо дель Косса. «Март». Фреска, Палаццо Скифанойя, 1469—1470

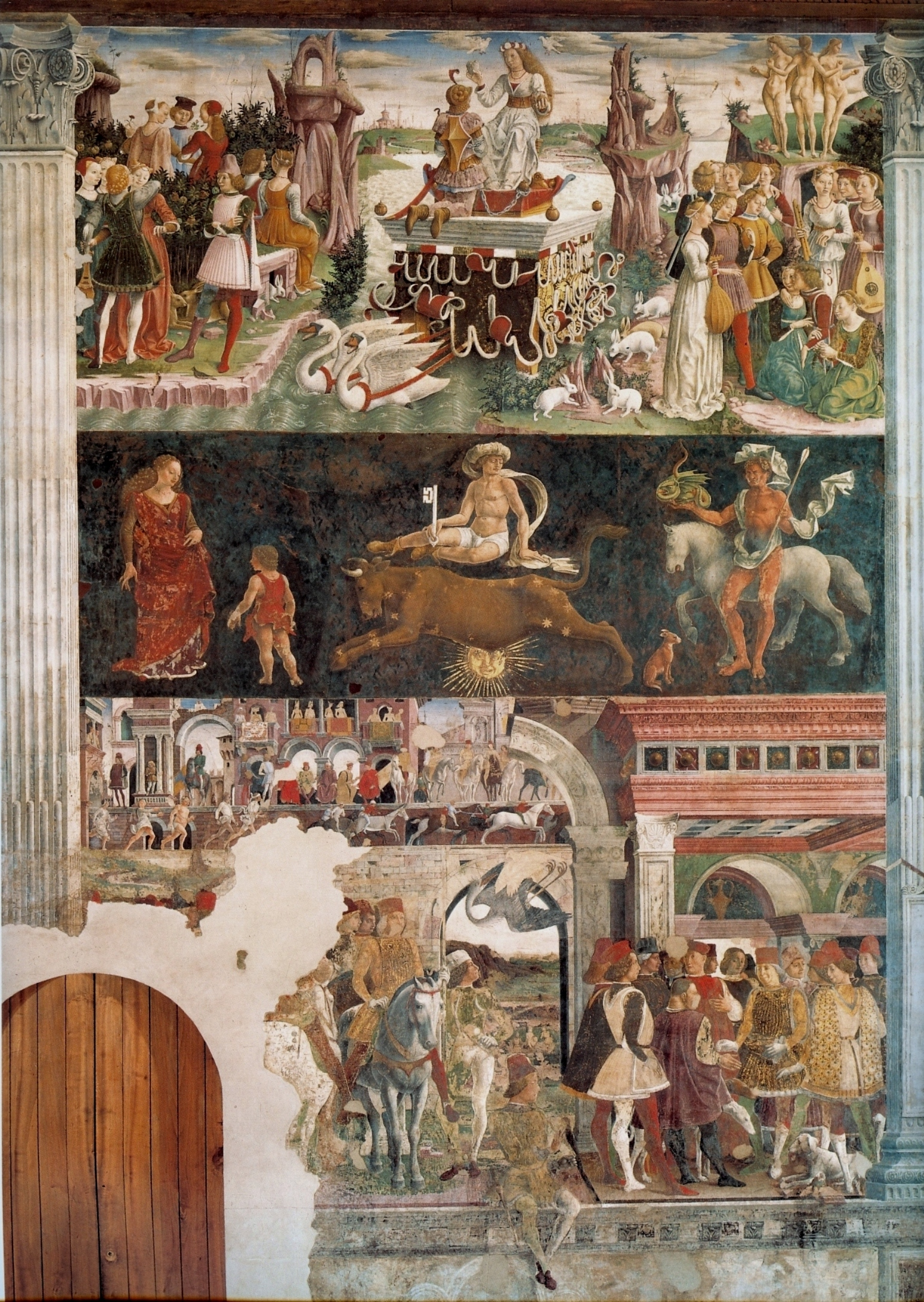
Франческо дель Косса, «Апрель». фреска, Палаццо Скифанойя, 1469-70

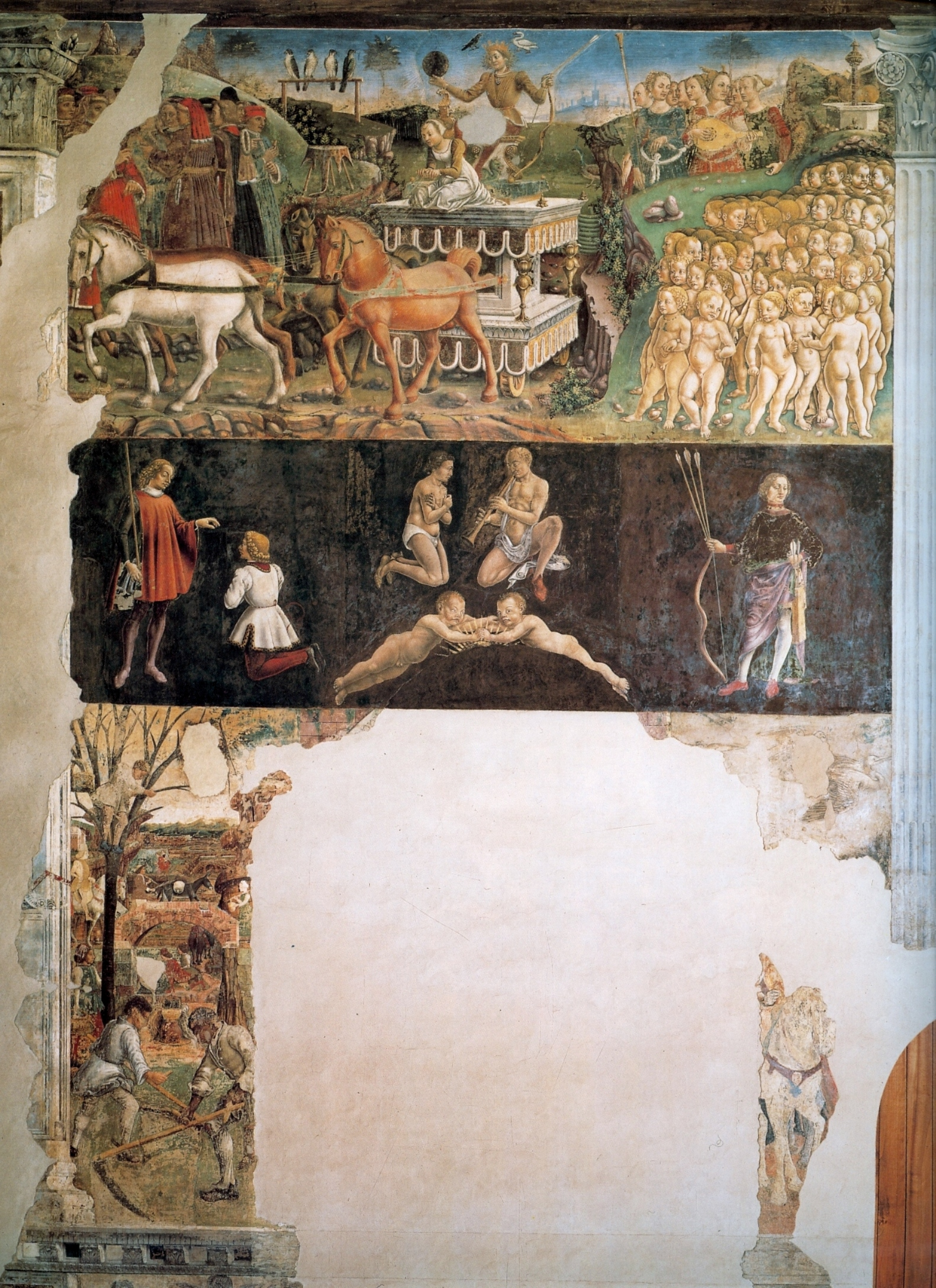
Франческо дель Косса, «Май». фреска, Палаццо Скифанойя, 1469-70

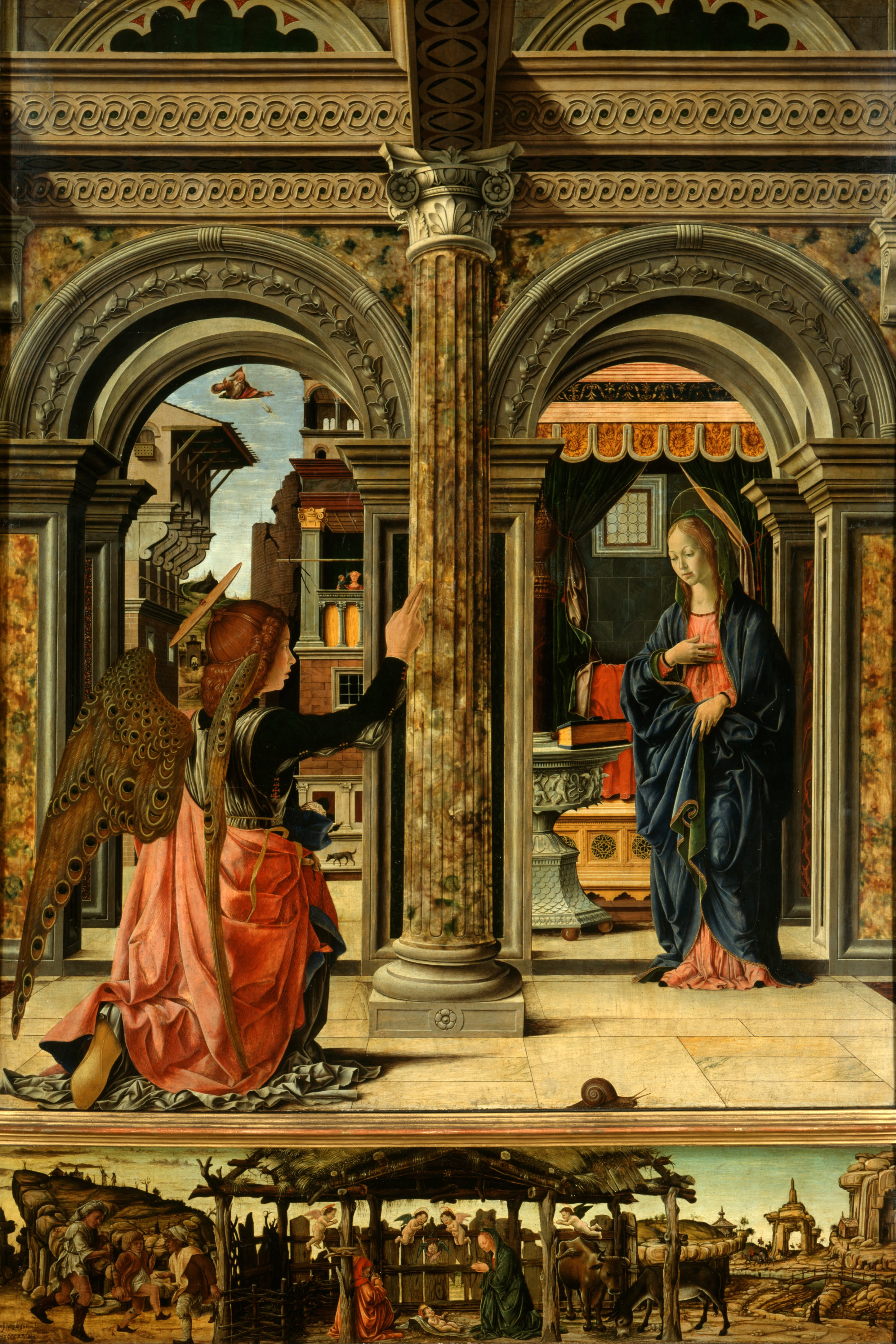
Франческо дель Косса. «Благовещение» с пределлой «Рождество Христово», 1471г, Дрезденская галерея.

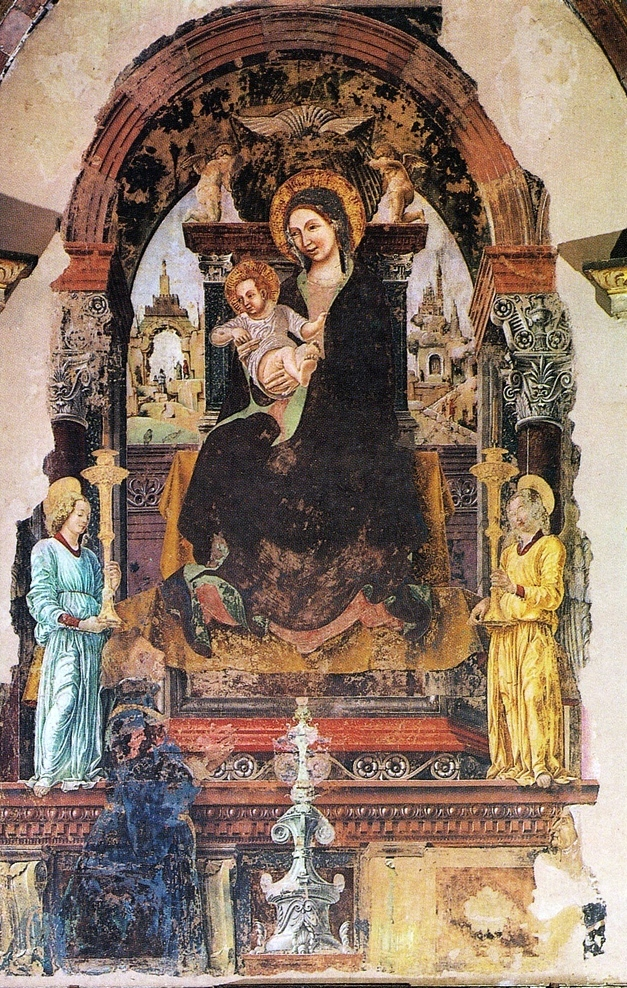
Франческо дель Косса. «Мадонна с младенцем» (Мадонна дель Бараккано), фреска, 1472 г., ц. Санта Мария дель Бараккано, Болонья

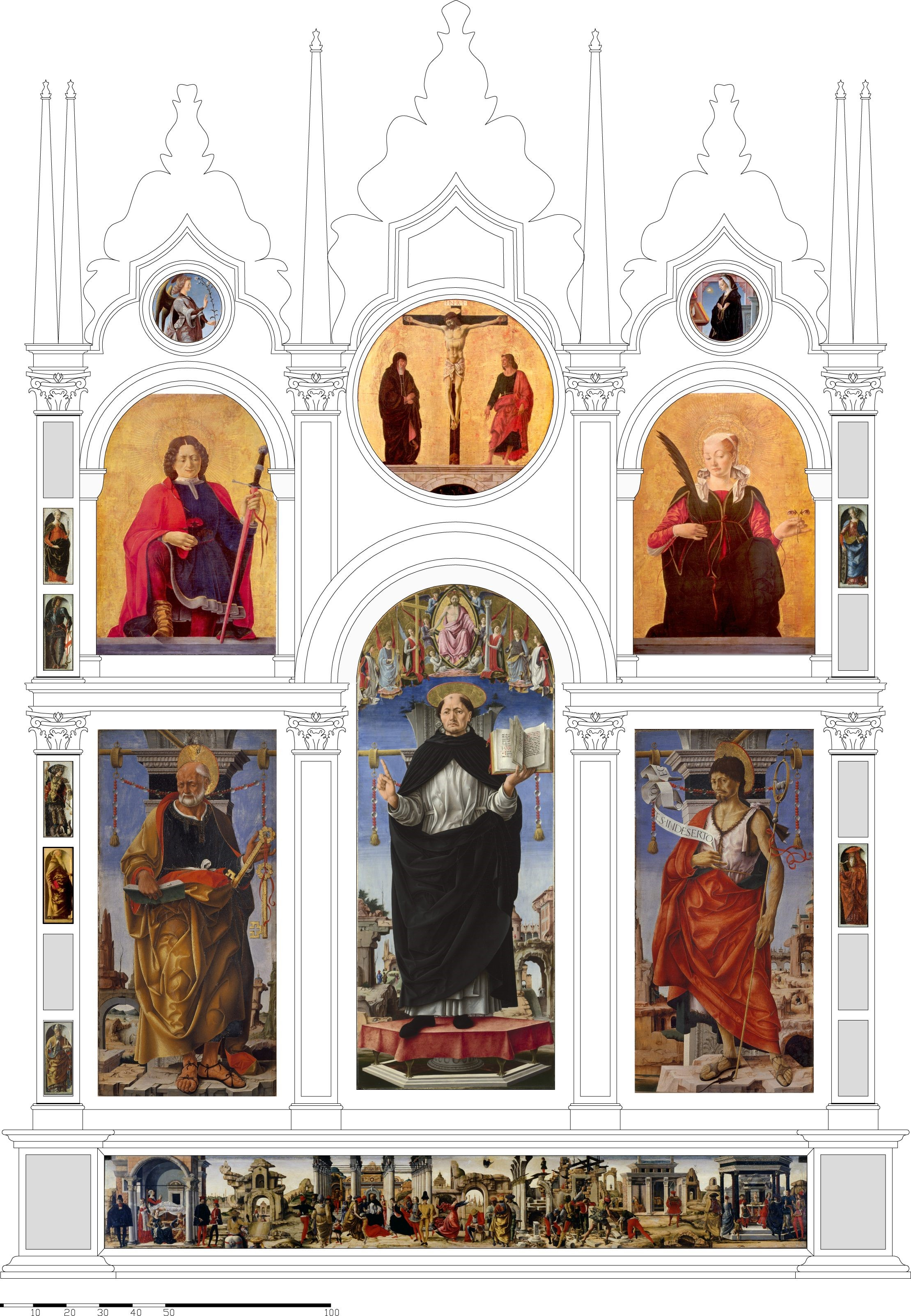
«Полиптих Гриффони» 1470-73г. Реконструкция Чечилии Кавалька.

Ранние произведения Франческо дель Коссы  доподлинно неизвестны, тем более, что начинающий художник, скорее всего, не оставлял на них подписи. Итальянский исследователь Роберто Лонги отнёс к таким работам «Оплакивание Христа со св. Франциском» (Музей Жакмар Андре, Париж), «Св. Юстина Падуанскя и донатор» (Музей искусства Чейзена, Мэдисон; эту картину приписывают также Бернардо Парентино), «Мадонна с младенцем» (Художественная галерея Бакнелловского университета, Льюисберг), «Мадонна с младенцем» (Национальная галерея искусства, Вашингтон). Не все исследователи согласны с этими атрибуциями, также нет точной привязки этих работ к конкретной дате, предполагается, что они созданы в 1450х-1460х годах.

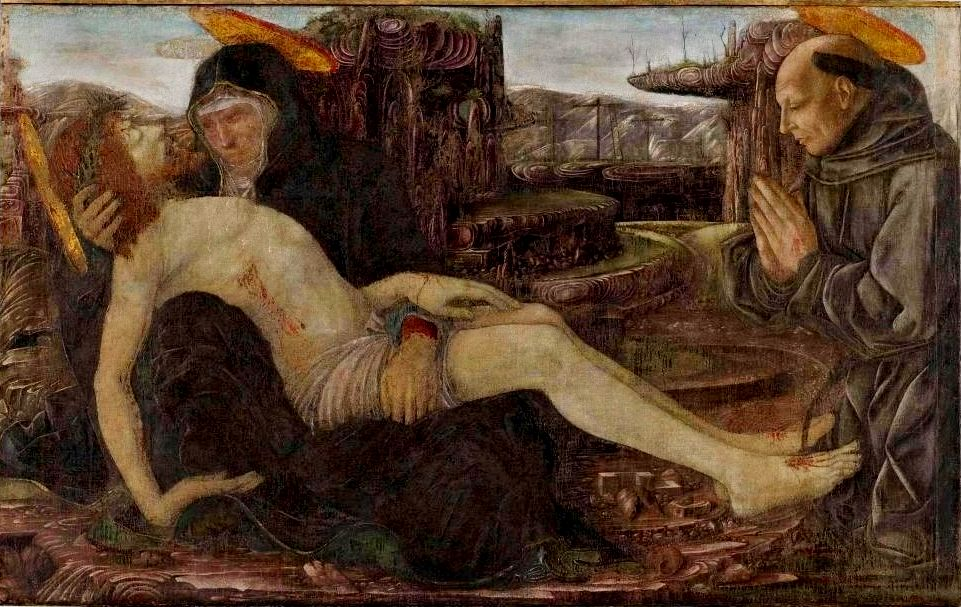
Оплакивание со св. Франциском. 1465, Музей Жакмар Андре, Париж
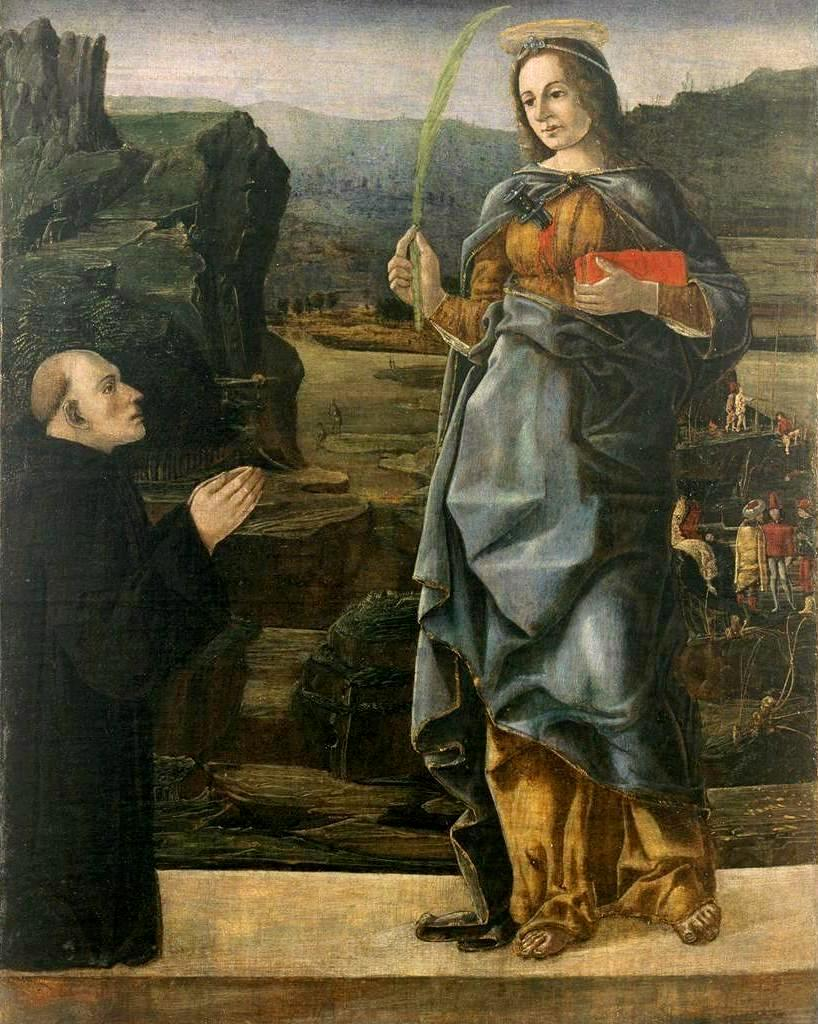
Св. Юстина Падуанская и донатор, ок 1470г., Музей искусства Чейзена, Мэдисон
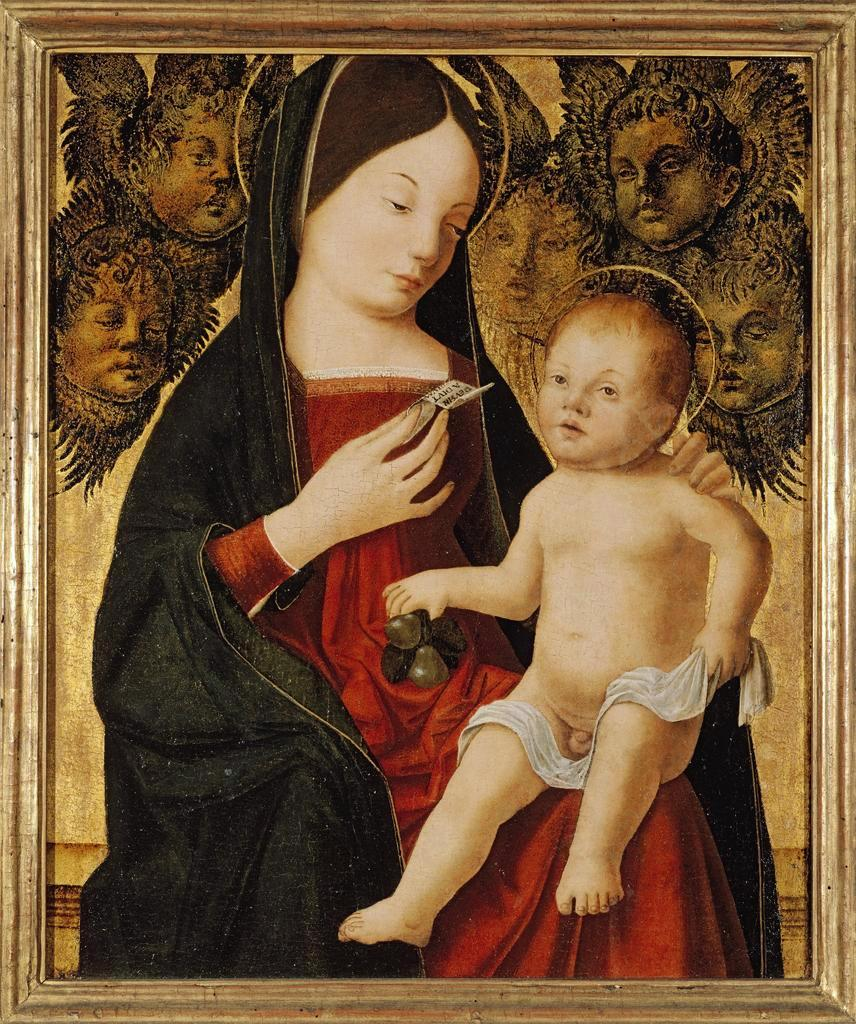
Мадонна с младенцем. 1454-78. Художественная галерея бакнелловского университета, Льюисберг
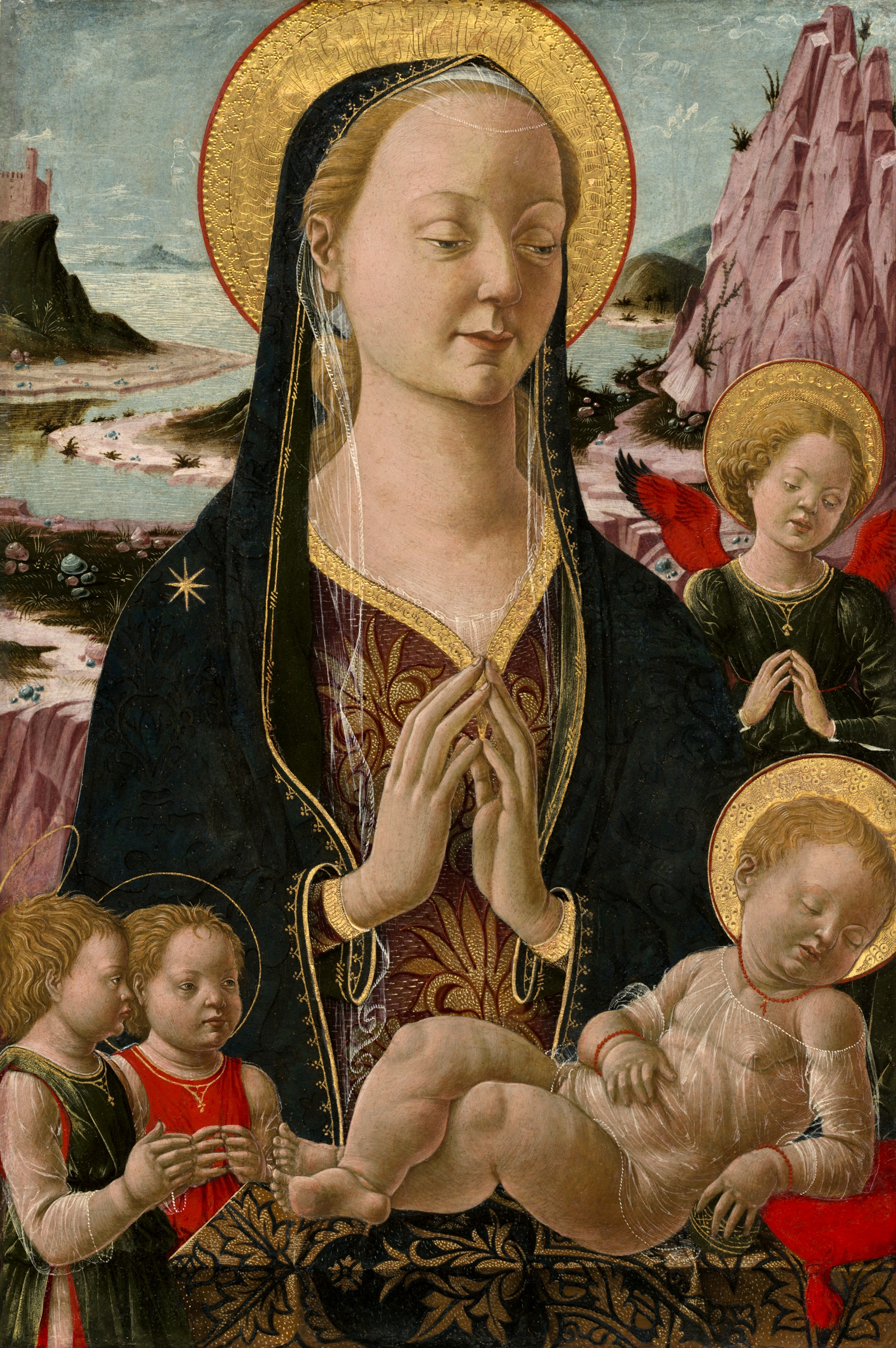
Мадонна с младенцем и ангелами, ок. 1470, Национальная галерея, Вашингтон
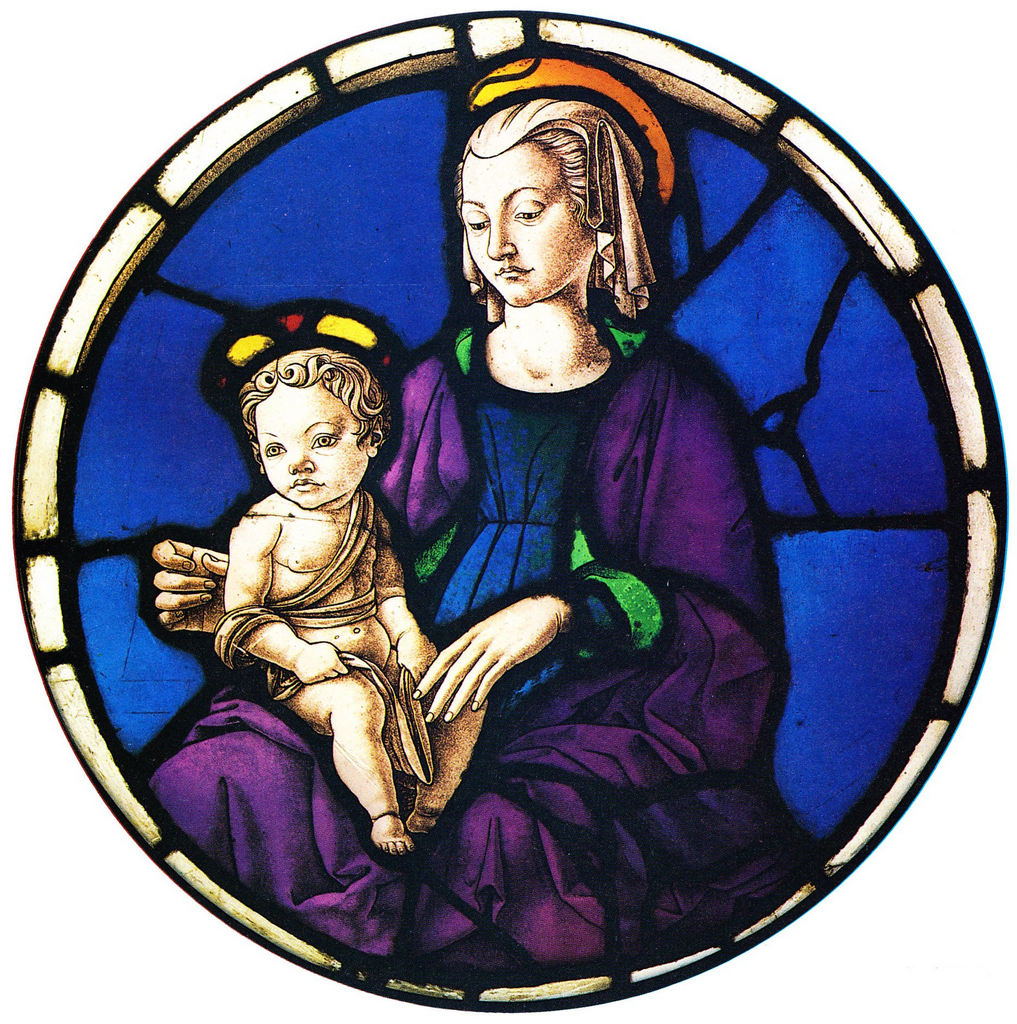
Мадонна с младенцем. Витраж по картону Франческо дель Коссы, Музей Жакмар Андре, Париж

Витражи в Сан Джованни ин Монте Изготовителями витражей были братья Якопо и Доменико Кабрини. Франческо дель Косса подготовил картоны с рисунком, которые потом были переведены в разноцветное стекло. Ему приписывают авторство трёх витражей «Мадонна с младенцем» (ныне в музее Жакмар Андре, Париж), а также «Мадонна с младенцем и ангелами» и «Иоанн на Патмосе» (оба в ц. Сан Джованни ин Монте, Болонья). Они датируются 1467 годом, и в них особенно заметна плавность линий, отдаляющая Франческо от манеры Козимо Туры.
Портрет мальчика в профиль. (кон. 1460х годов; 25х18 см, Национальная галерея искусства, Вашингтон). Портрет неизвестного мальчика подвергался неоднократной ретуши. В отношении авторства произведения велись долгие дискуссии: предлагались самые разные кандидатуры из живописцев первого ряда — от миланца Больтраффио, до венецианцев Якопо Беллини, Альвизе Виварини и Джироламо да Сантакроче и флорентийца Франческо Боттичини. Предположение о феррарском происхождении автора портрета высказал Фредерик Мейсон Перкинс в 1938 году. В каталоге Национальной галереи от 2003 года один из лучших знатоков итальянской живописи Миклош Босковиц приписал картину Франческо дель Коссе, отметив, что она была, вероятно, создана в конце 1460х годов. Приобретена Сэмюэлем Крессом в 1937 году.
Фрески в Палаццо Скифанойя. (три фрески, каждая размером ок. 500х320 см; 1470 г., Палаццо Скифанойя, Феррара). Палаццо Скифанойя (вероятно от итал. schivar la noia — «презирать скуку») был построен в качестве летнего дворца для развлечений семейства и двора правителя Феррары Борсо д’Эсте. Зал Месяцев (Sala dei Mesi)- это главный зал палаццо, размером 11х25 метров, расположенный на первом этаже и пристроенный к дворцу архитектором Пьетро Бенвенути вскоре после 1465 года. Фрески украшали зал по всему периметру стен. Из них, часто с существенными утратами, сохранились только фрески на восточной и северной стене. Это связано с тем, что за несколько столетий зданию был нанесён большой ущерб: сначала Эрколе I д’Эсте пытался его перестроить, и в результате провалилась крыша, затем, когда при Альфонсо II в 1597 году мужская линия династии д’Эсте пресеклась, здание досталось графу Масса Каррары — Цибо, который его совсем забросил, с 1736 года, когда там расположилась табачная фабрика, здание подверглось неоднократным строительным переменам, а стены с фресками были оштукатурены. Его оставили в покое только после того, как палаццо в 1898 году стал муниципальной собственностью и превратился в музей.
Фрески были обнаружены в 1835-40 годах и поначалу ассоциировались с творчеством Козимо Туры. Не сохранилось никаких контрактов, связанных с историей создания фресок, поэтому до того, как в 1885 году Адольфо Вентури опубликовал письмо Франческо дель Коссы к герцогу Борсо д’Эсте, исследователи не могли точно определить авторство произведений. В письме дель Косса указывает, что написал три фрески «Март», «Апрель» и «Май». Ряд исследователей утверждает, что, по крайней мере, во фреске «Апрель» ему помогал его ученик Эрколе деи Роберти. Фрески в 2001, в 2004, и в 2019-20 годах подвергались реставрации.
Каждая фреска разделена на три горизонтальные секции. В верхней изображены языческие триумфы, в средней — знаки Зодиака, в нижней — сцены из повседневной жизни герцога Борсо д’Эсте. Каждый знак Зодиака сопровождают три «декана» — по сторонам и над ним.
«Март»
В верхней секции Минерва, богиня Мудрости, правит свой триумф на колеснице, запряжённой двумя единорогами. Справа от неё женщины собираются вокруг ткацкого станка, чуть ниже перед ними сидят три женщины, символизирующие Парки (или Судьбы) — одна вышивает, а две другие отмеряют и перерезают нить жизни. Слева изображена группа учёных, которые что-то обсуждают — вероятно, в неё включены портреты реальных профессоров и юристов (считают, что в этой группе справа изображён Леон Баттиста Альберти).
В средней секции располагается знак Овна с тремя деканами. В нижней секции слева герцог Борсо д’Эсте отправляется на охоту. Художник снабдил эту сцену множеством бытовых деталей: собака смотрит на уток в пруду, гончие преследуют зайца, герцог возглавляет отряд охотников, а на заднем плане крестьяне подрезают виноградные лозы. В правой части герцог Борсо д’Эсте, окружённый придворными, совершает правосудие, выслушивая жалобу бедняка.
«Апрель»
В верхней секции свой триумф совершает богиня любви Венера, расположившись на плоту, увенчанному красными и белыми розами, в который запряжена пара лебедей. В одной руке она держит плод айвы, в другой золотое яблоко, вручённое ей Парисом. Над её головой порхают голуби, а прямо перед нею преклонил колена бог войны Марс — сцена символизирует победу любви над враждой. На берегах речки юноши ухаживают за красиво одетыми девушками. Кусты граната и белые кролики, снующие среди пар, символизируют плодородие. Вверху справа на пригорке изображены три Грации.
В средней секции расположен знак Тельца. В нижней секции слева Борсо д’Эсте возвращается с охоты — большая часть этой сцены утрачена из-за прорубленной двери. В правой части улыбающийся Борсо д’Эсте вручает деньги своему придворному шуту Скокколе. Предполагают, что некоторые портреты придворных в этой сцене переписал художник Бальдассаре д’Эсте. Вверху изображены скачки (палио), которые устраивали в Ферраре в праздник Святого Георгия. Дамы в роскошных головных уборах и другие зрители выглядывают из окон и смотрят на соревнования с балконов, задрапированных восточными коврами.
«Май»
В верхней секции изображён Аполлон с луком в одной руке и символом солнца в другой. Он совершает триумф на колеснице, которой правит Аврора (Рассвет); колесницу везут четыре коня, символизирующие Утро, День, Вечер и Ночь. Слева от него расположилась группа поэтов, справа вверху — Девять Муз. Присутствию большой толпы голых путти справа учёные так и не нашли удовлетворительного объяснения, их значение остаётся неясным.
В средней секции знак Близнецов. Нижняя секция в большей части была разрушена в восемнадцатом веке, когда в стене прорубалась дверь. Раньше там были изображены крестьяне, преподносящие Борсо д’Эсте корзину с вишнями. Сохранившиеся фрагменты показывают жатву, подрезку ветвей и другие сцены из сельской жизни.

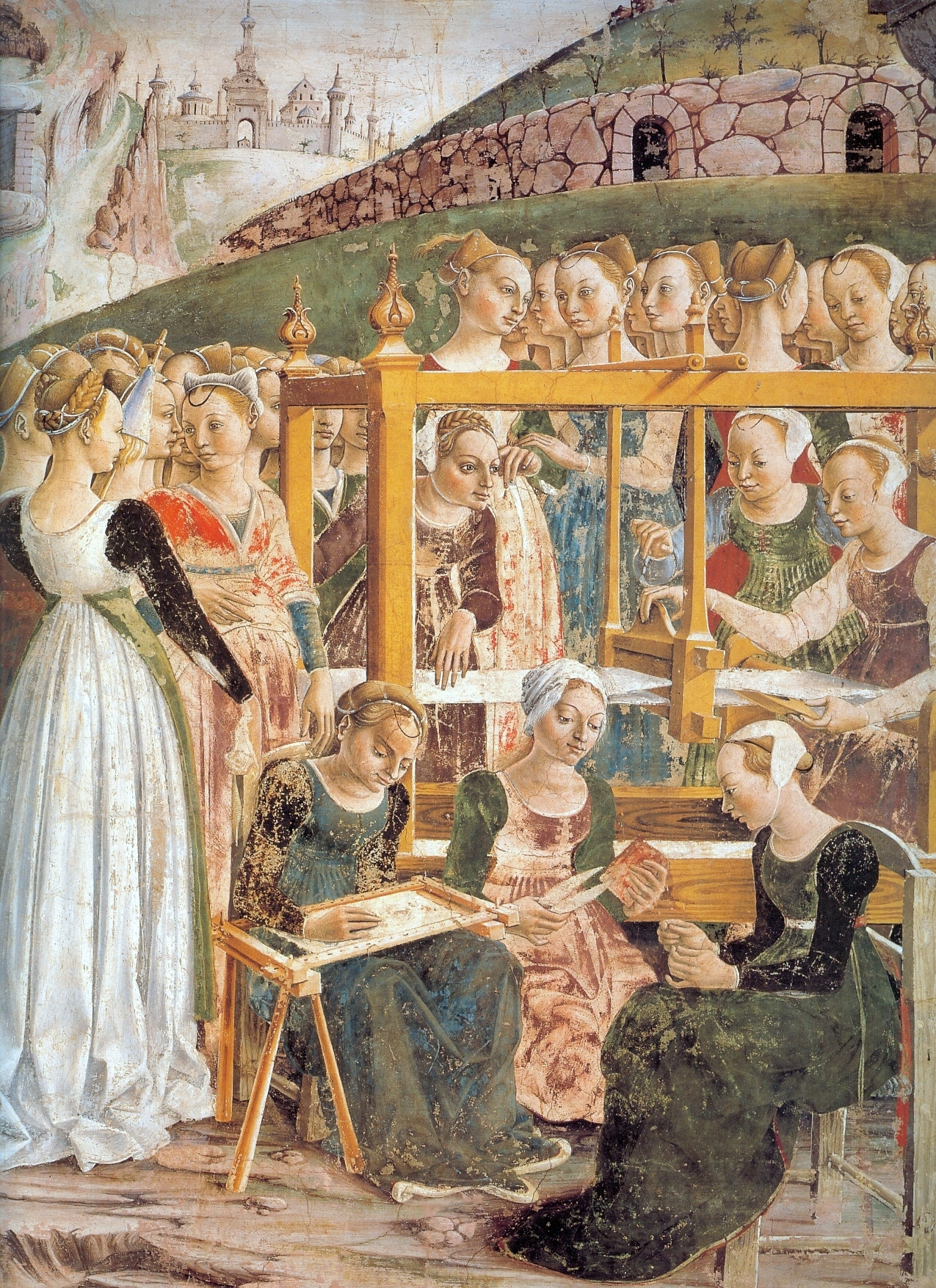
Франческо дель Косса. "Март", деталь, Женщины вокруг ткацкого станка и Три Парки
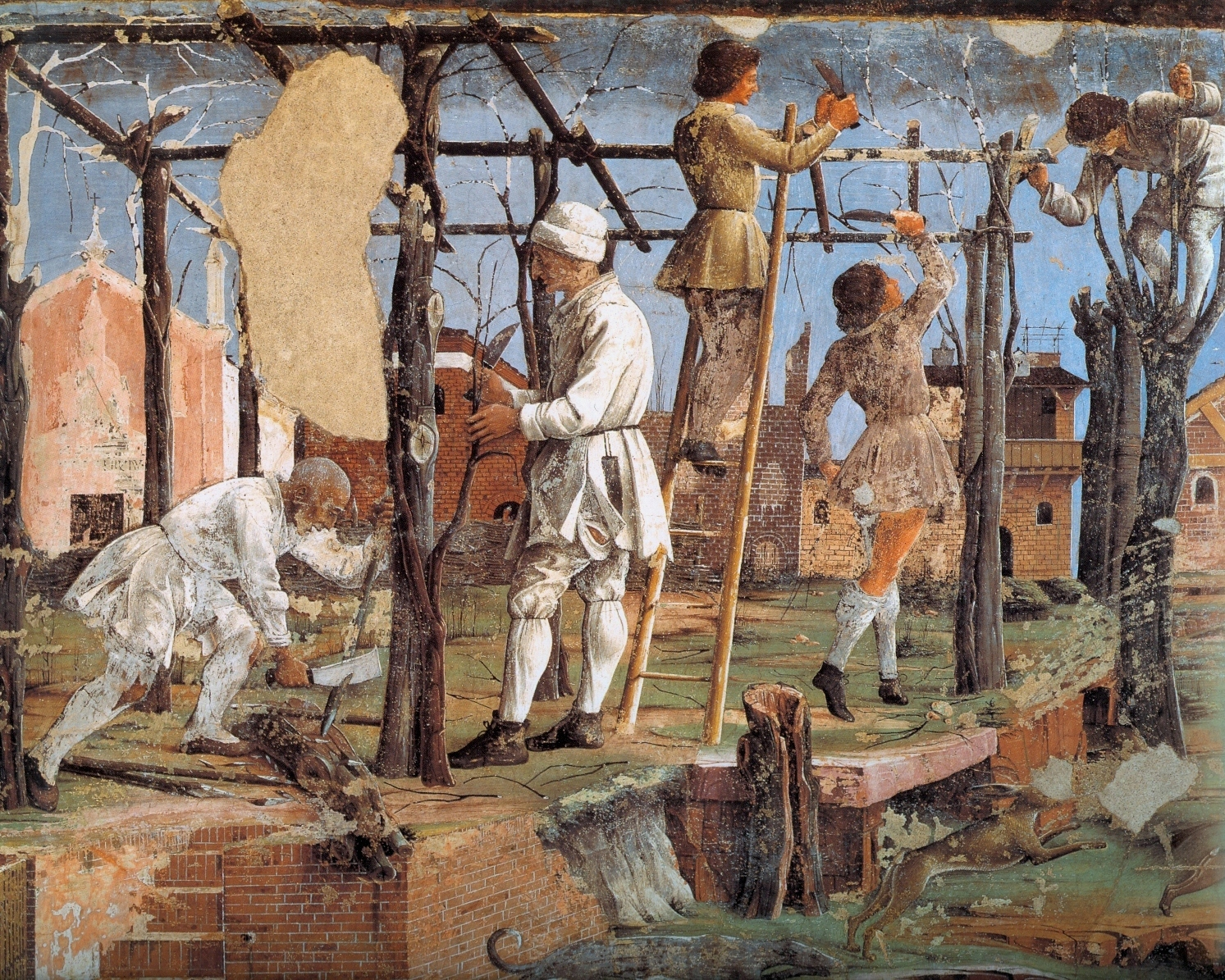
Франческо дель Косса. "Март", деталь, Обрезка винограда
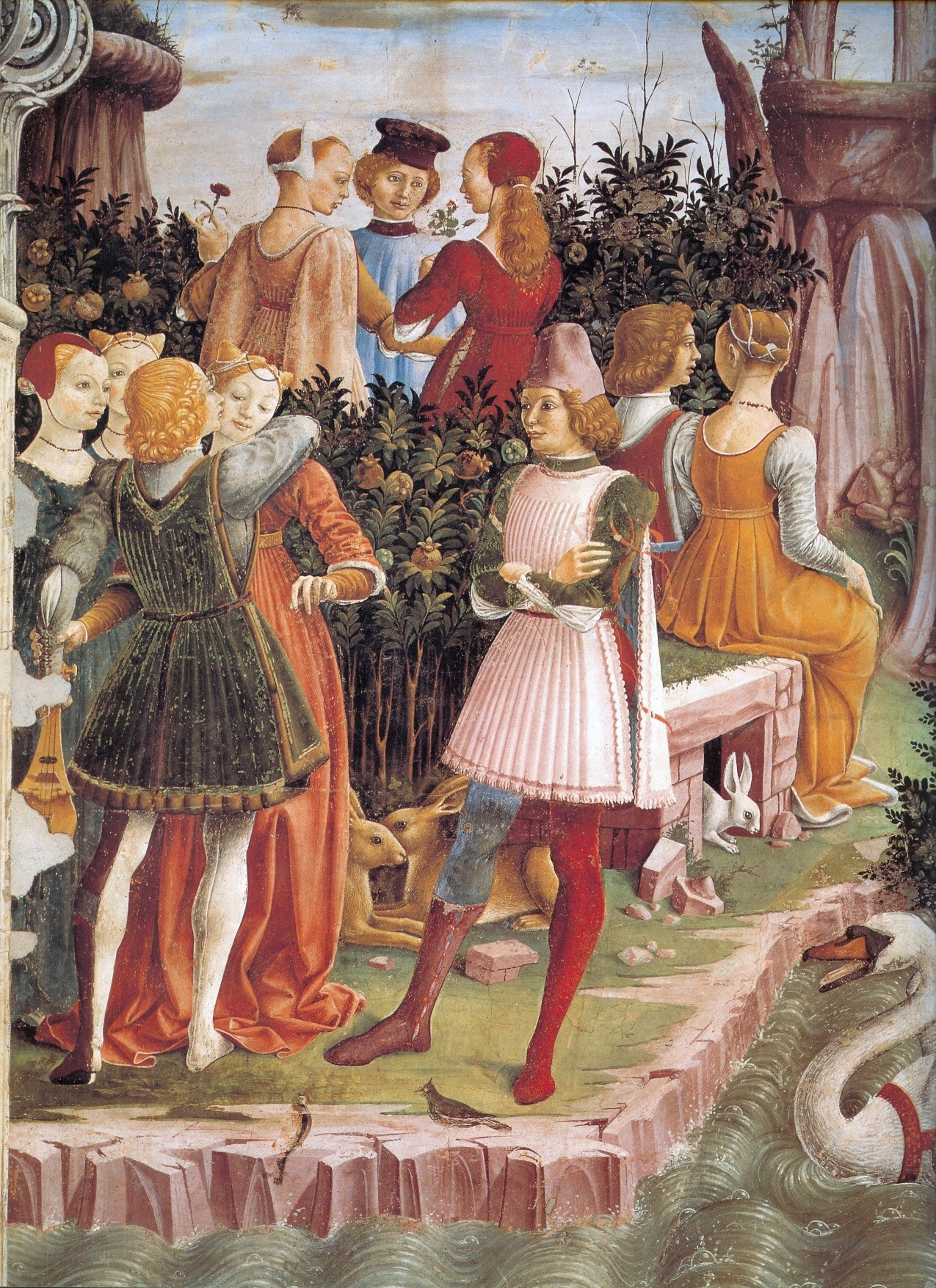
Франческо дель Косса. "Апрель", деталь, Юноши ухаживают за девушками
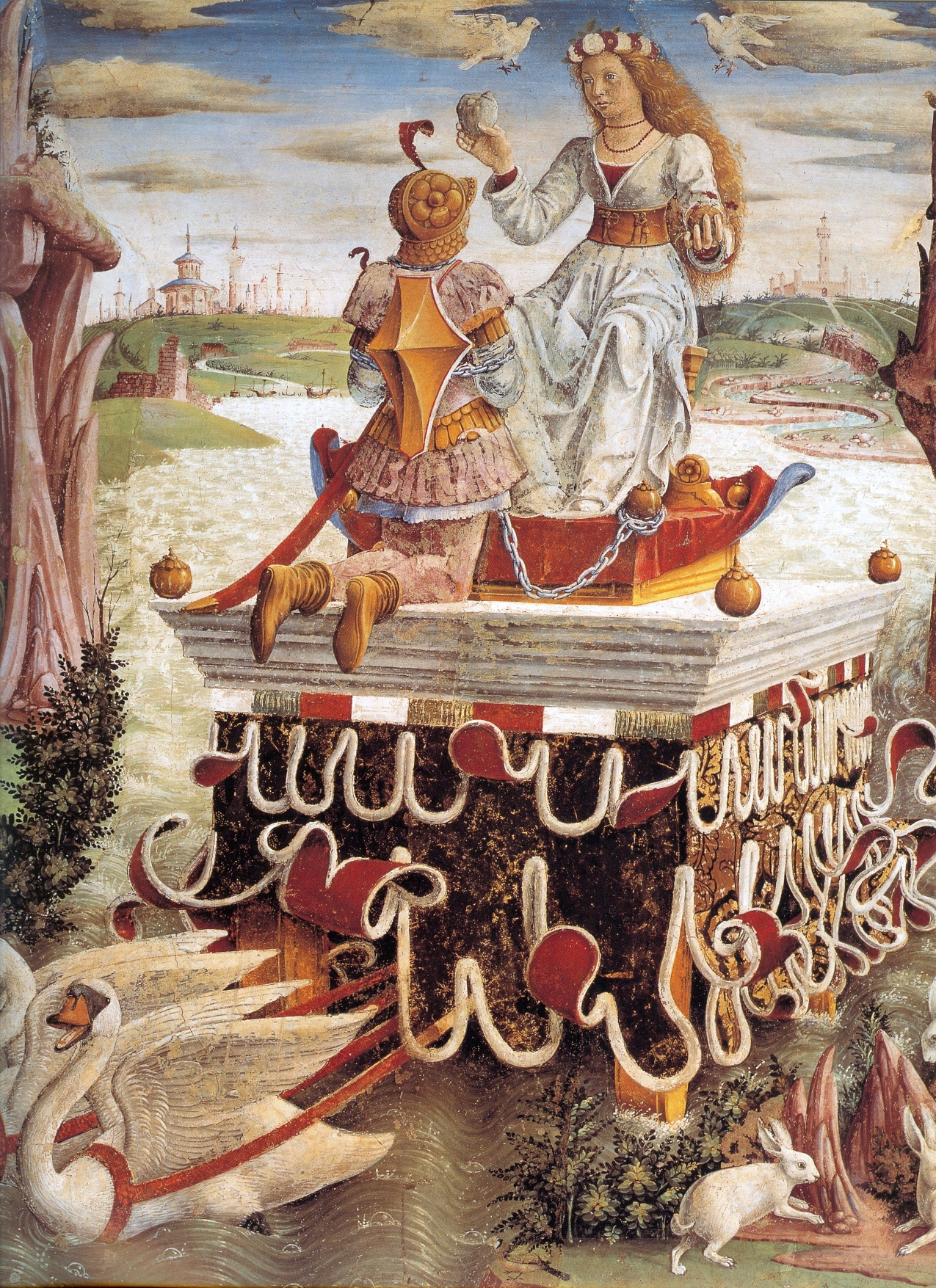
Франческо дель Косса. "Апрель". деталь "Триумф Венеры".
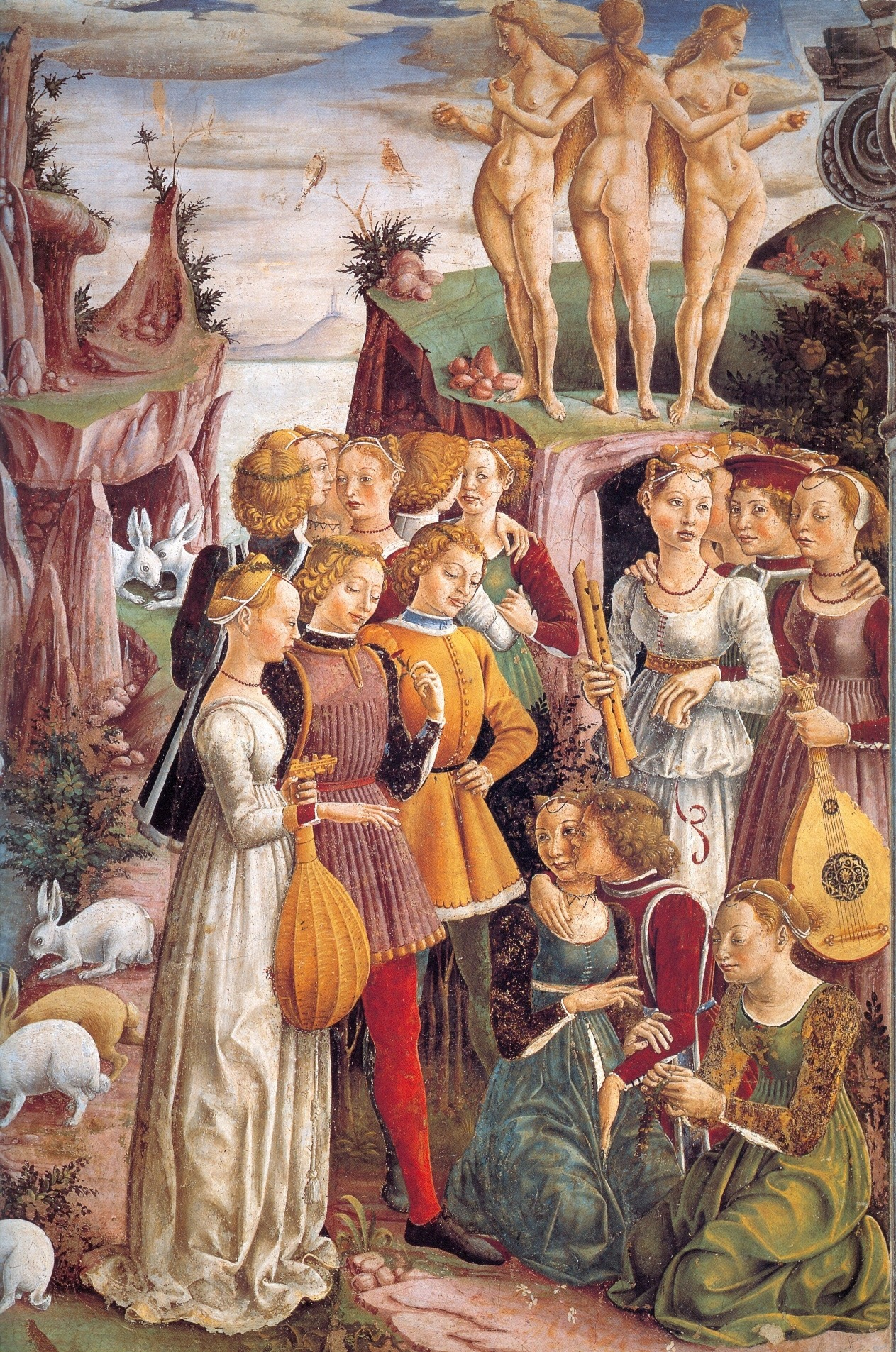
Франческо дель Косса, "Апрель", деталь, Юноши ухаживают за девушками, "Три Грации"
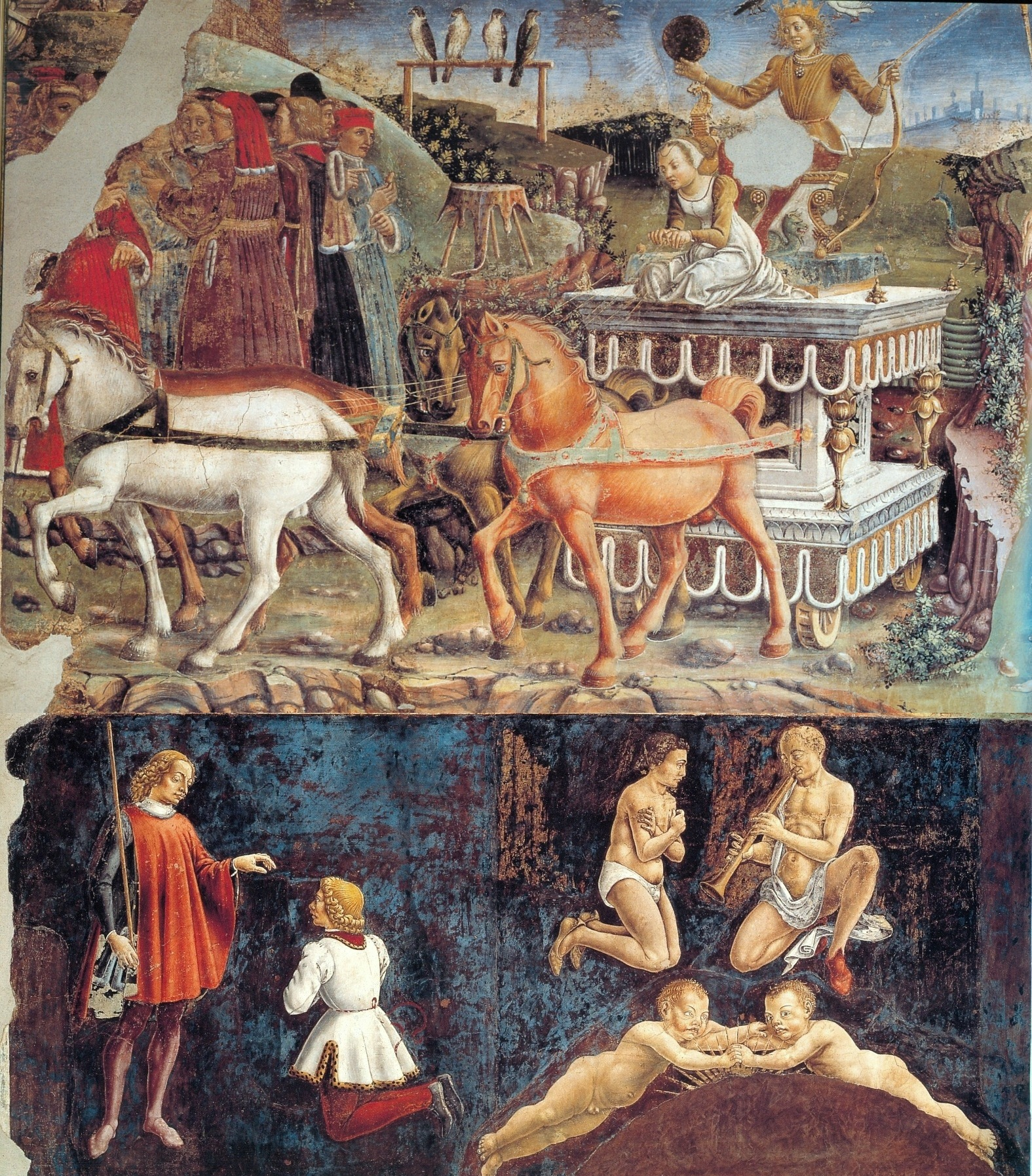
Франческо дель Косса, "Май", деталь.

Алтарь «Благовещение» с пределлой «Рождество» (Дрезденская галерея, соответственно 139х134 см и 26х116 см, 1471 г.). Картины представляют собой фрагменты алтаря, который в 1750 году приобрёл курфюрст Саксонии Август III как работу Мантеньи (там когда-то стояла его поддельная подпись). Позже алтарь приписывали Алессио Бальдовинетти и Поллайоло. Роберто Лонги в 1934 году определил, что это работа Франческо дель Косса, происходящая из церкви Оссерванца в Болонье, она была создана приблизительно в 1471 году. Лонги отнёс к этому алтарю также две небольших панели с фигурами св. Клары и св. Екатерины, которые ныне хранятся в коллекции Тиссена Борнемисса в Мадриде. По всей вероятности они располагались по сторонам от пределлы.
Сцене «Благовещения» придано причудливое архитектурное окружение: здания облицованы экзотическим мрамором, всю сцену разделяет пёстрая коринфская колонна. Крошечная фигурка в небе Бога-Отца, выпускающего голубя, видна только через левую арку, ведущую на улицу с необычными дворцами. Через правую арку видна спальня Богородицы. По нижнему краю картины скользит огромная улитка. Эта улитка стала причиной многих споров и интерпретаций. Одни считали, что это символ Непорочного зачатия, другие, что это символ смирения, третьи, что это символ смерти и воскрешения, но поскольку улитки почти не встречаются на религиозных изображениях, то иные исследователи сочли, что это просто демонстрация художником своих способностей в изображении разных живых существ.
Длинная пределла алтаря необычна тем, что не рассечена отдельными сценами; она вся заполнена одним сюжетом — изображением сцены Рождества. Некоторые исследователи считают пределлу работой не самого Коссы, а его мастерской.

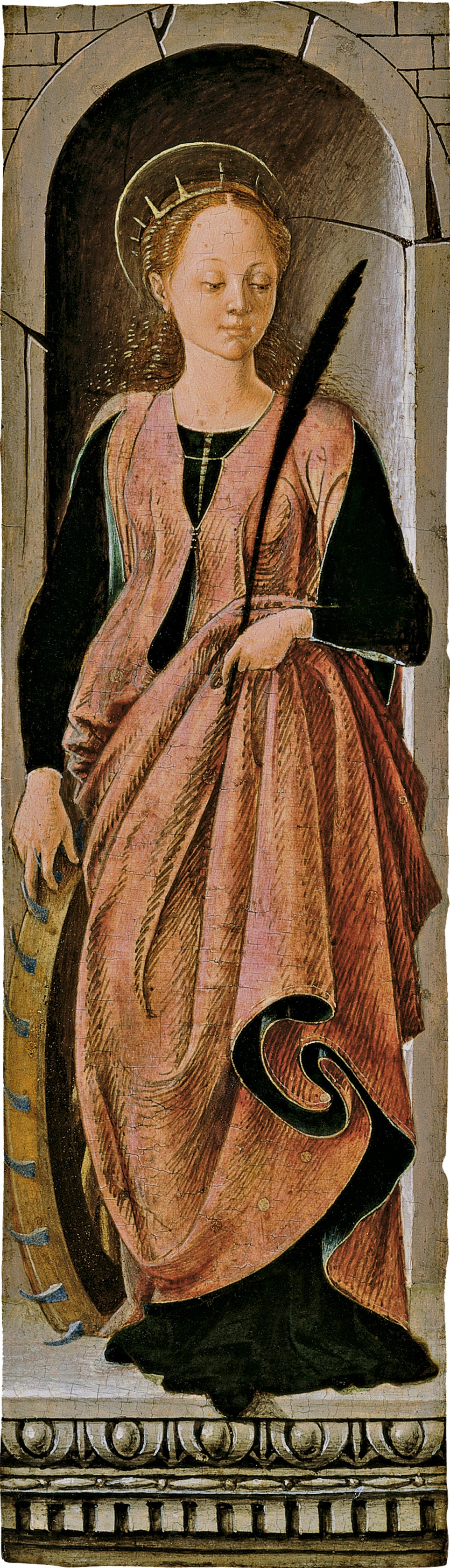
Св. Екатерина. Деталь пределлы алтаря "Благовещение", Собрание Тиссена-Борнемиссы
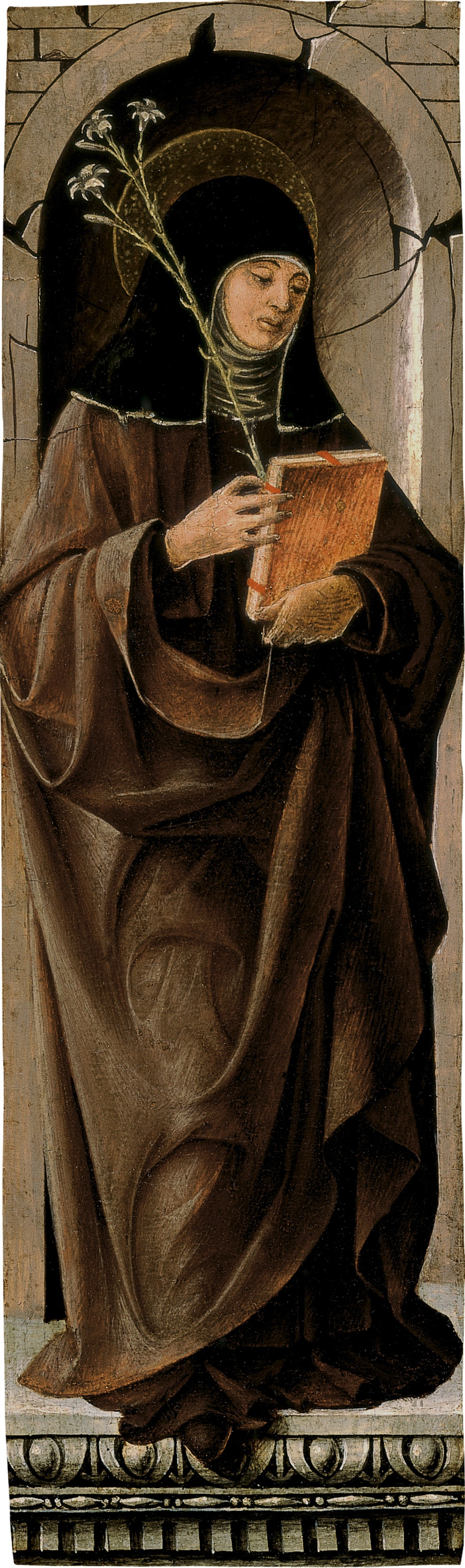
Св. Клара. Деталь пределлы алтаря "Благовещение", Собрание Тиссена-Борнемиссы

«Мадонна с младенцем» в Санта Мария дель Бараккано (1472 г., фреска, была снята и установлена заново за главным алтарём; 400х250 см, имеет подпись художника и дату.). Фреска была написана, как предполагают, в конце XIV века болонским художником Липпо ди Далмазио. Франческо только пририсовал двух ангелов с подсвечниками и подновил саму Мадонну, получив за это 100 дукатов. У подножья трона Мадонны изображены двое донаторов, и исследователи до сих пор не определили — это портреты Джованни Бентивольо и его супруги, или это портреты Бенте Бентивольо и Марии Винчигерра, которая инициировала поклонение этой Мадонне.
«Полиптих Гриффони» (ок. 1470-73г., поскольку первоначальная рама не сохранилась, предполагаемые размеры полиптиха с рамой приблизительно 2,8 х 3,7м). Большой алтарь для своей капеллы в ц. Сан Петронио в Ферраре был заказан богатым купцом Флориано Гриффони. Он посвящён святому Викентию Феррер и был заказан вскоре после канонизации святого в 1458 году. Франческо дель Косса, которому был заказан алтарь, пригласил для совместной работы Эрколе де Роберти, в итоге, все основные панели полиптиха были исполнены Франческо, Эрколе написал пределлу и маленькие изображения святых в боковых пилястрах. Над каркасом алтаря работал корабельный плотник Агостино де Марки да Крема вместе с Коссой и де Роберти. Датой окончания работ считают 19 июля 1473 года, когда плотник Агостино де Марки да Крема получил окончательную плату за резной каркас, хотя живописные работы могли быть закончены раньше.
В XVI веке алтарь видел Джорджо Вазари, но по незнанию приписал его ученику Эрколе де Роберти «Лоренцо Косса» (то есть Лоренцо Коста). В изначальном виде работа простояла до, приблизительно, 1725 года, когда новый владелец капеллы, кардинал Помпео Альдрованди, разобрал алтарь, а его отдельные части использовал как «комнатные картины» для загородной резиденции своей семьи в Мирабелло, недалеко от Феррары (об этом он сообщает в письме от 22 октября 1731 г.). В дальнейшем отдельные части алтаря попали на коммерческий рынок, разошлись по разным коллекциям, и о существовании алтаря было забыто. В 1934 году итальянский исследователь Роберто Лонги пришёл к выводу, что отдельные картины Коссы из разных музеев представляют собой части одного алтаря. Его гипотеза была подтверждена рисунком Стефано Орланди с изображением этого полиптиха, который был приложен к переписке Альдрованди, и обнаружен только в 80х годах прошлого века.
В центре полиптиха располагалась картина с изображением св. Викентия Феррера (154х60 см, Национальная галерея, Лондон) . Испанский святой-доминиканец изображён в полный рост с чётками в одной руке и с книгой в другой. Под его ногами странный постамент, опирающийся на обрубленную колонну. Над святым располагается фигура Христа в окружении ангелов с орудиями страстей. Картина была приобретена Национальной галереей в 1858 году в коллекции Костабили в Ферраре.
По сторонам от главной фигуры в алтаре находились изображения св. Петра и св. Иоанна Крестителя (обе картины 112х50 см каждая, Пинакотека Брера, Милан). Св. Пётр изображён канонически — с ключами и книгой, Иоанн Креститель держит тростниковый крест с фигуркой агнца и развевающийся свиток со словами «Вот глас, вопиющий в пустыне» (Иоанн;1, 23). За их спинами виден добротный «мантеньевский» пейзаж, а также гирлянды из коралла и горного хрусталя (возможно, они символизируют чётки). Обе картины были приобретены музеем Брера в 1893 году у феррарского бизнесмена Джузеппе Кавальери.
Верхний ярус состоял из трёх картин: «Св. Флориан» (79,4х55 см), «Распятие Христа» (диам. 60х63,2см) и «Св. Лючия» (77,2х56см); все три сегодня хранятся в Национальной Галерее, Вашингтон. Св. Флориан — покровитель заказчика алтаря Флориано Гриффони, в руках он держит меч и цветок (хотя первоначально святого идентифицировали как св. Мартина или св. Либерале). Св. Лючия — покровительница супруги заказчика Лючии Гриффони. Вместо обычного блюда с глазами, у неё в руке цветок с глазами вместо лепестков, в другой руке пальмовая ветвь. Обе картины в середине XIX века считали работой Марко Дзоппо. Сэмюэль Кресс приобрёл их в 1936 году у парижского коллекционера, и в дальнейшем передал в Национальную галерею.
В круглом «Распятии» по сторонам от креста располагаются фигуры скорбящих Богородицы и Иоанна. Эту картину в 1914 году из феррарской коллекции Костабили купил Филип Леман, полагая, что это работа Андреа Кастаньо. Но выяснив, что это работа феррарской школы, продал её в 1943 году Сэмюэлю Крессу, решив, что произведение такой незначительной школы не стоит потраченных денег. Во всех трёх картинах использован обычный для готической живописи золотой фон, указывающий на внеземную суть изображённого.
Верх алтаря венчали два тондо, демонстрирующие «Благовещение» (оба диам. 25 см, Музей Вилла Каньола, Гаццада). На левом — архангел Гавриил с цветком в руке, на правом — Богородица, читающая книгу. Не все считают «Благовещение» принадлежащим руке Коссы, ряд исследователей, и, в частности, в музее, где два тондо хранятся, считают их работой Эрколе де Роберти.

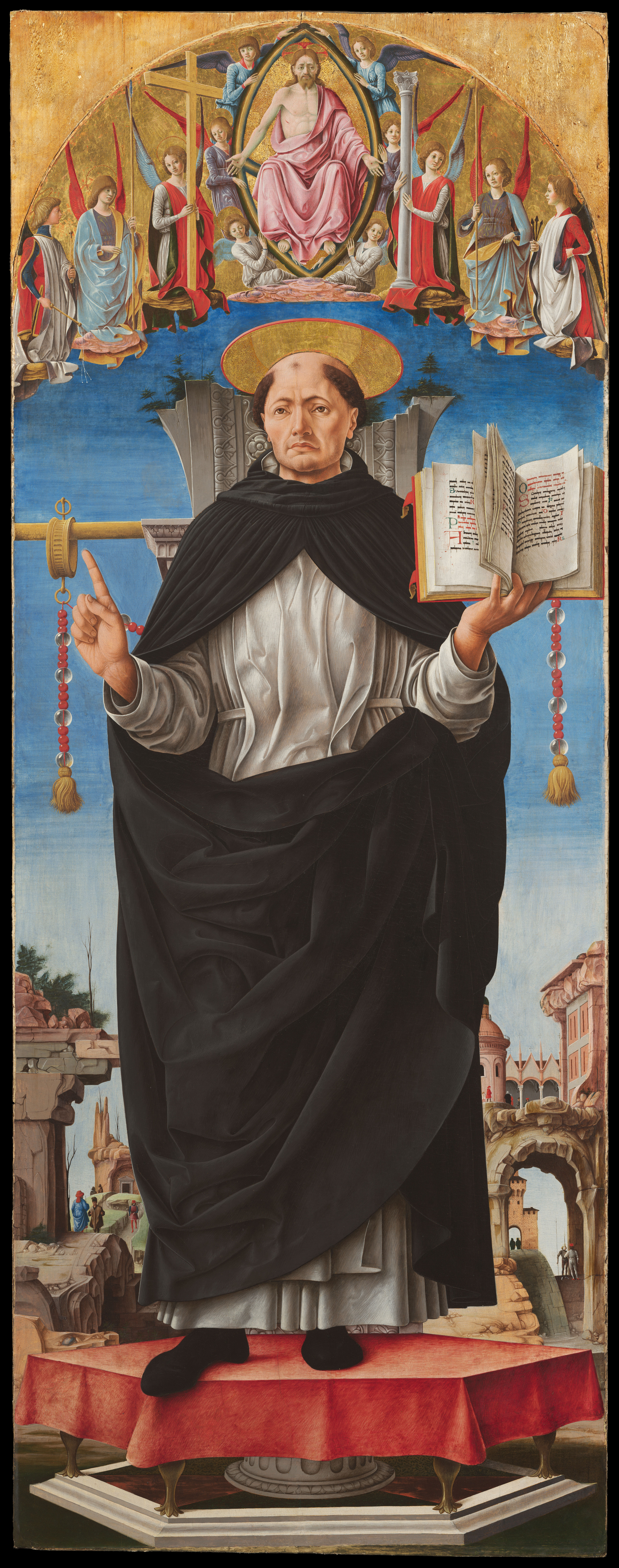
Св. Викентий Феррер, 1470-73, Лондон НГ
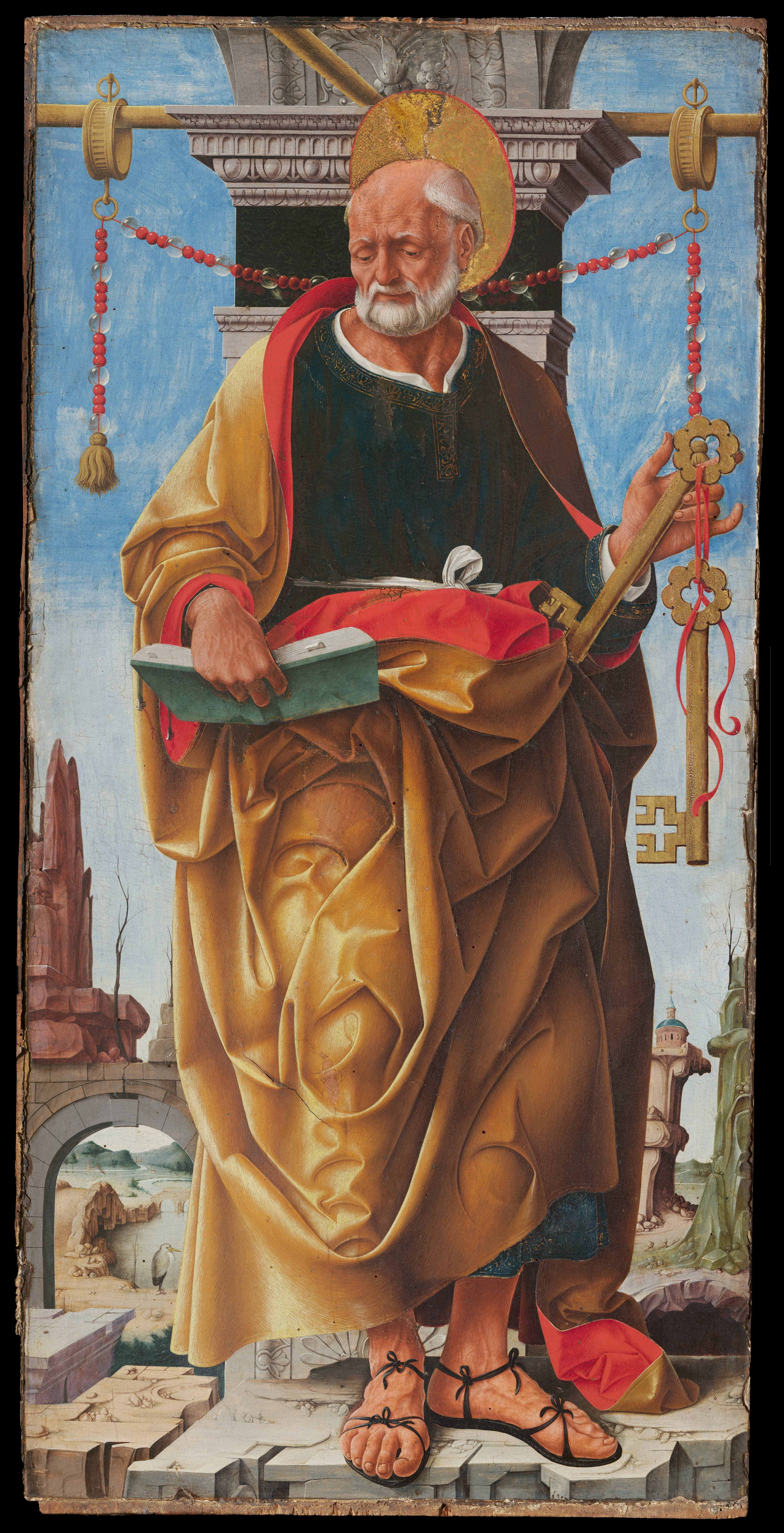
Св. Пётр, 1470-73, Брера, Милан
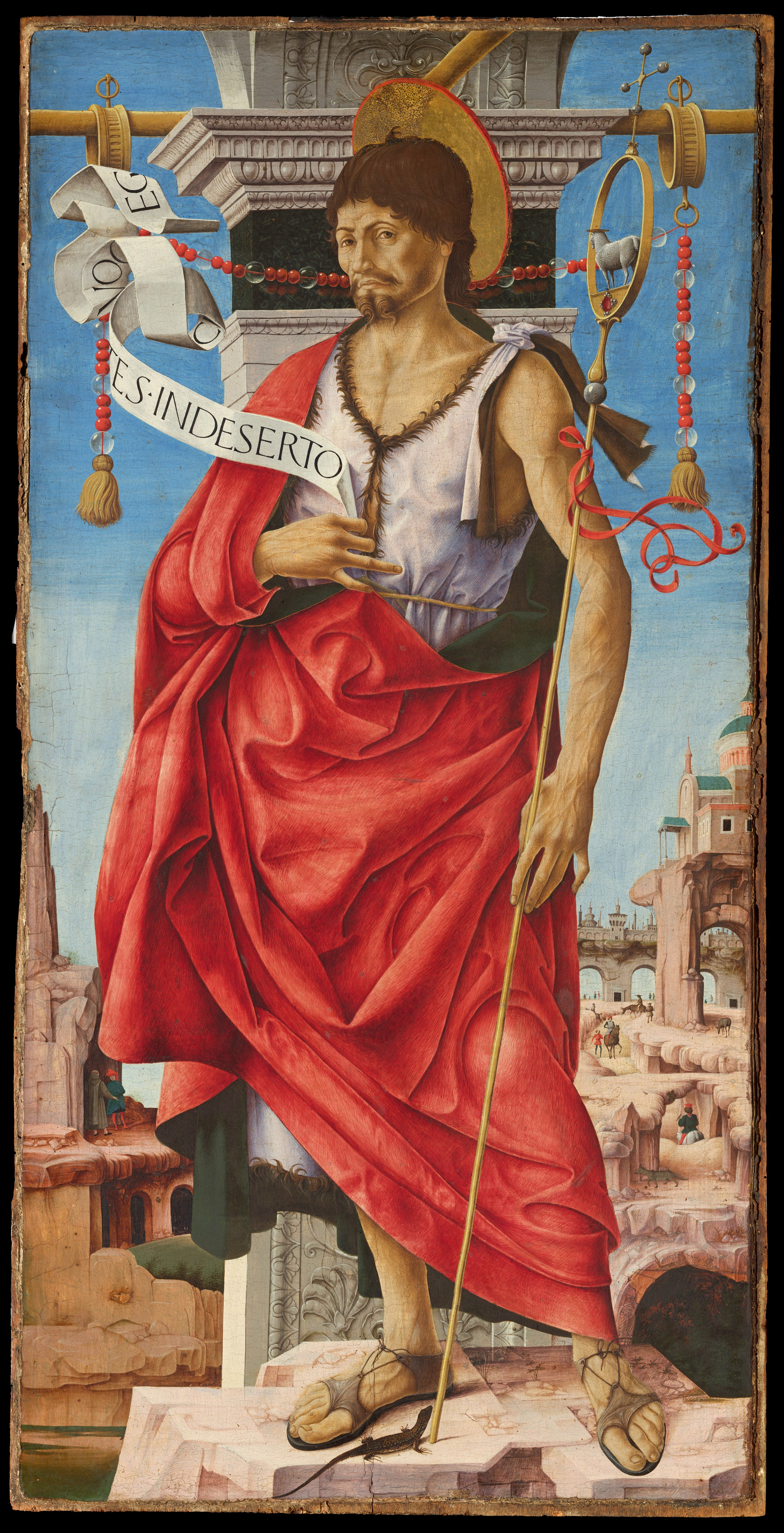
Св. Иоанн Креститель, 1470-73, Брера, Милан
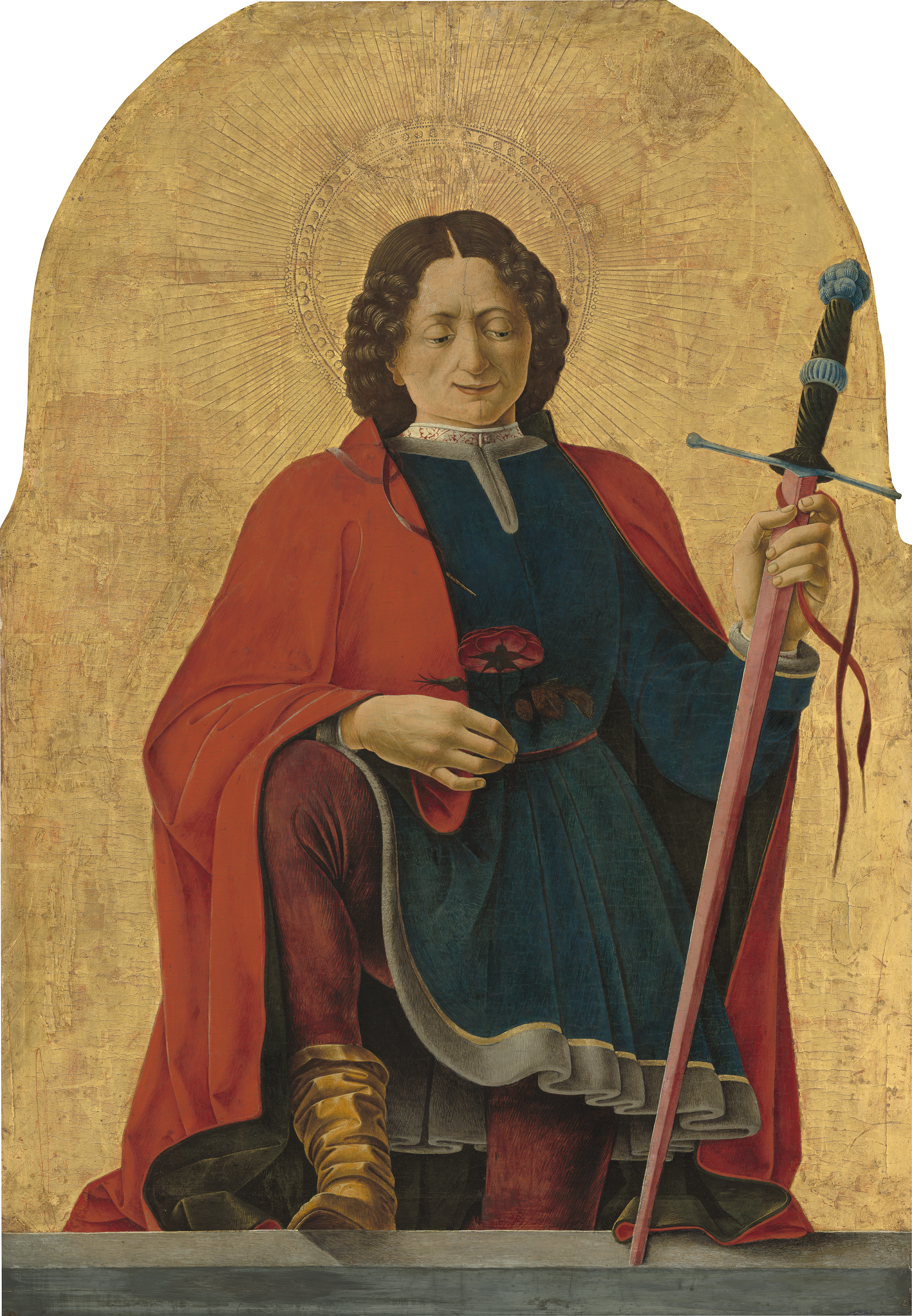
Св. Флориан, 1470-73, Вашингтон НГИ
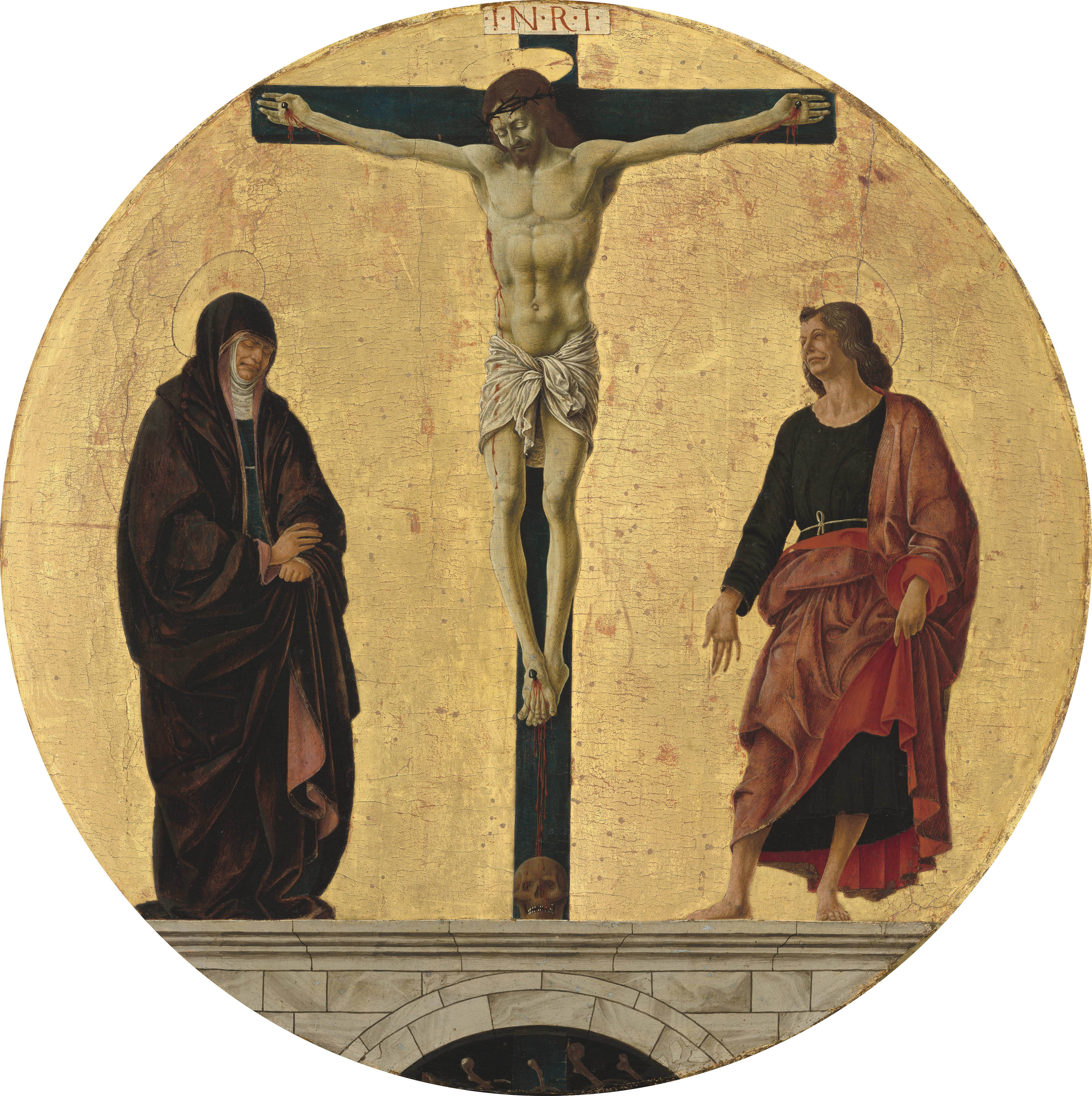
Распятие, 1470-73, Вашингтон НГИ
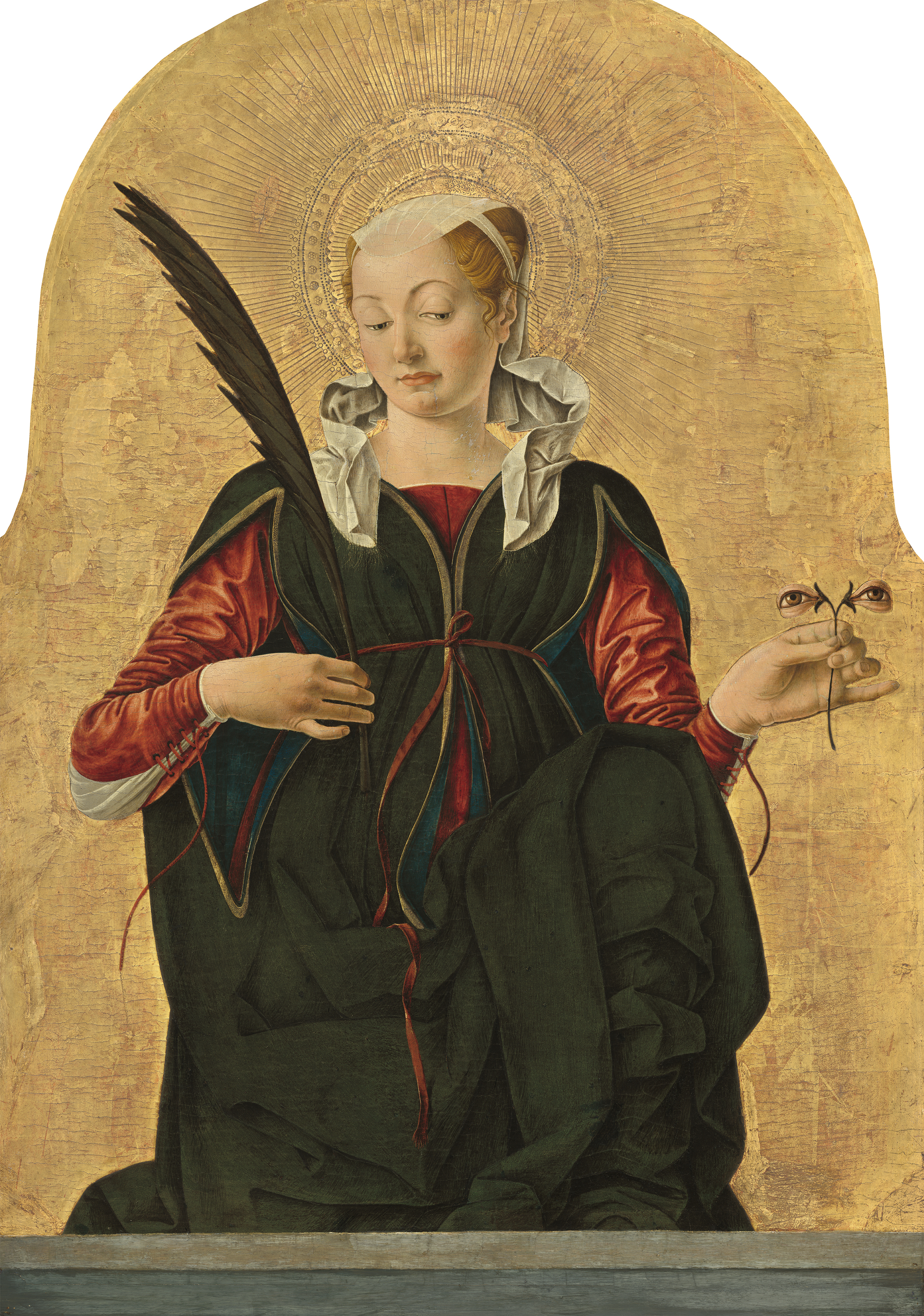
Св. Лючия, 1470-73, ВАшингтон НГИ
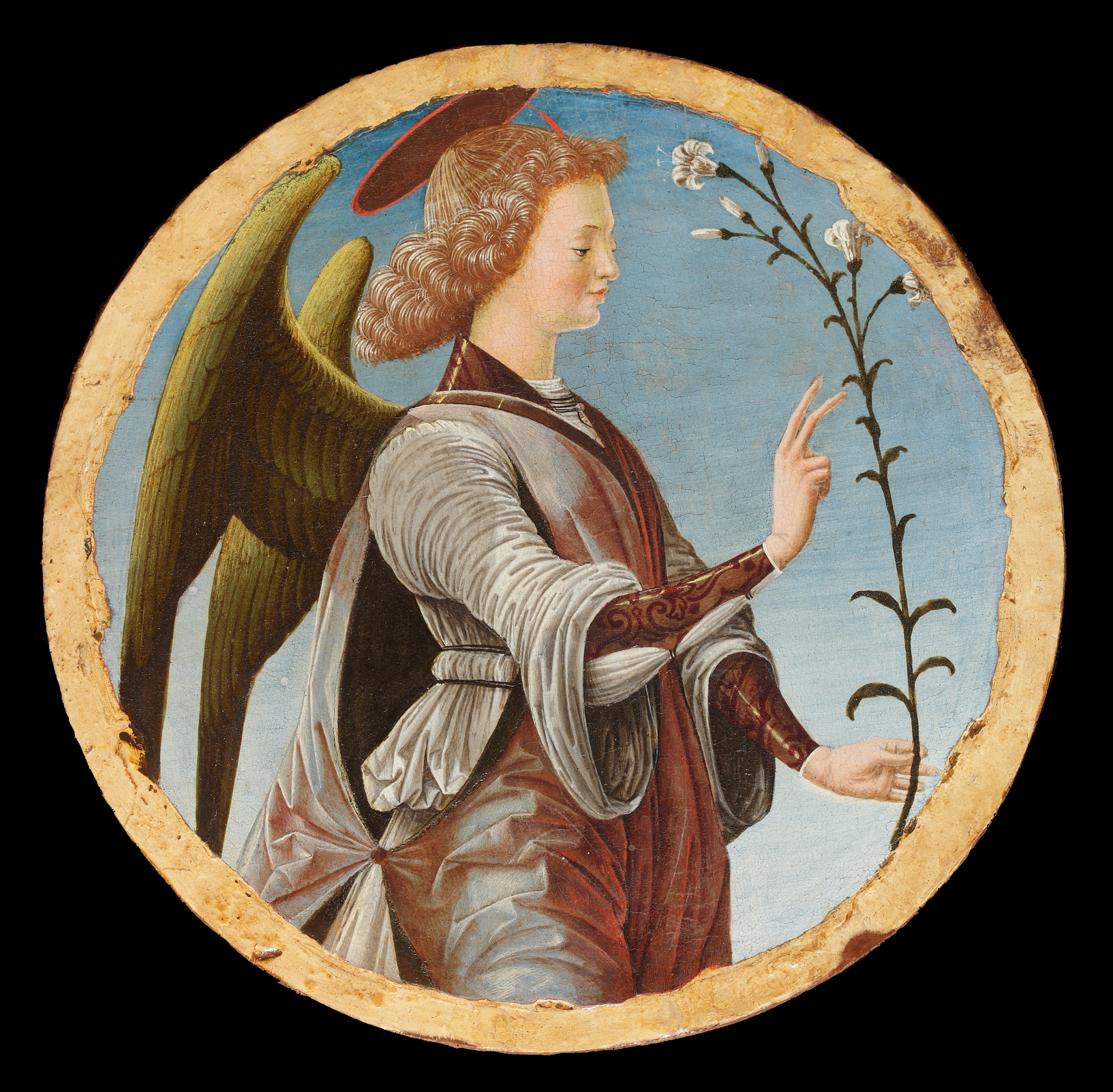
Архангел Гавриил. 1470-73, Музей Вилла Каньола, Гаццада
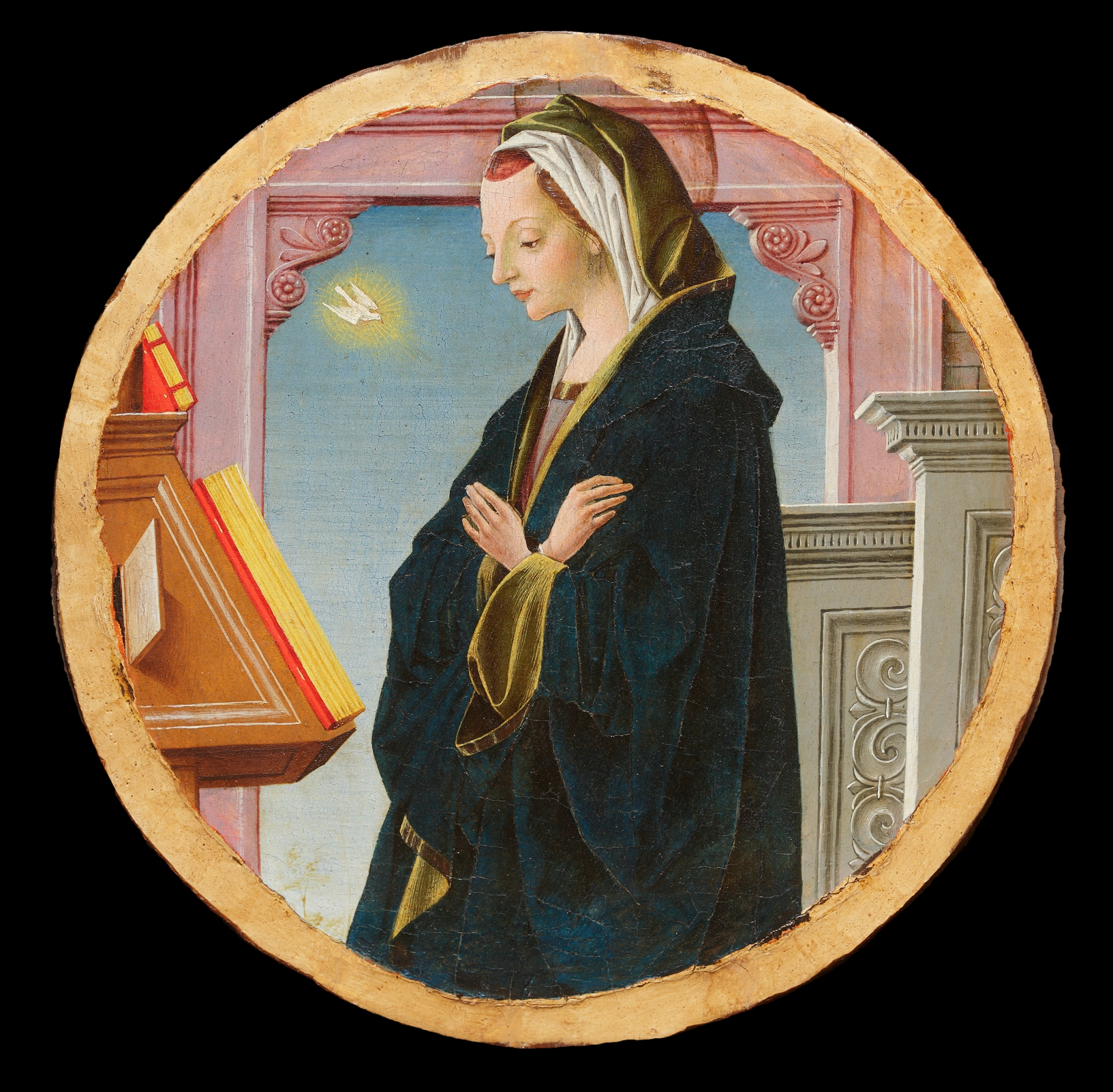
Благовестуемая Богородица, 1470-73, Музей Вилла Каньола, Гаццада

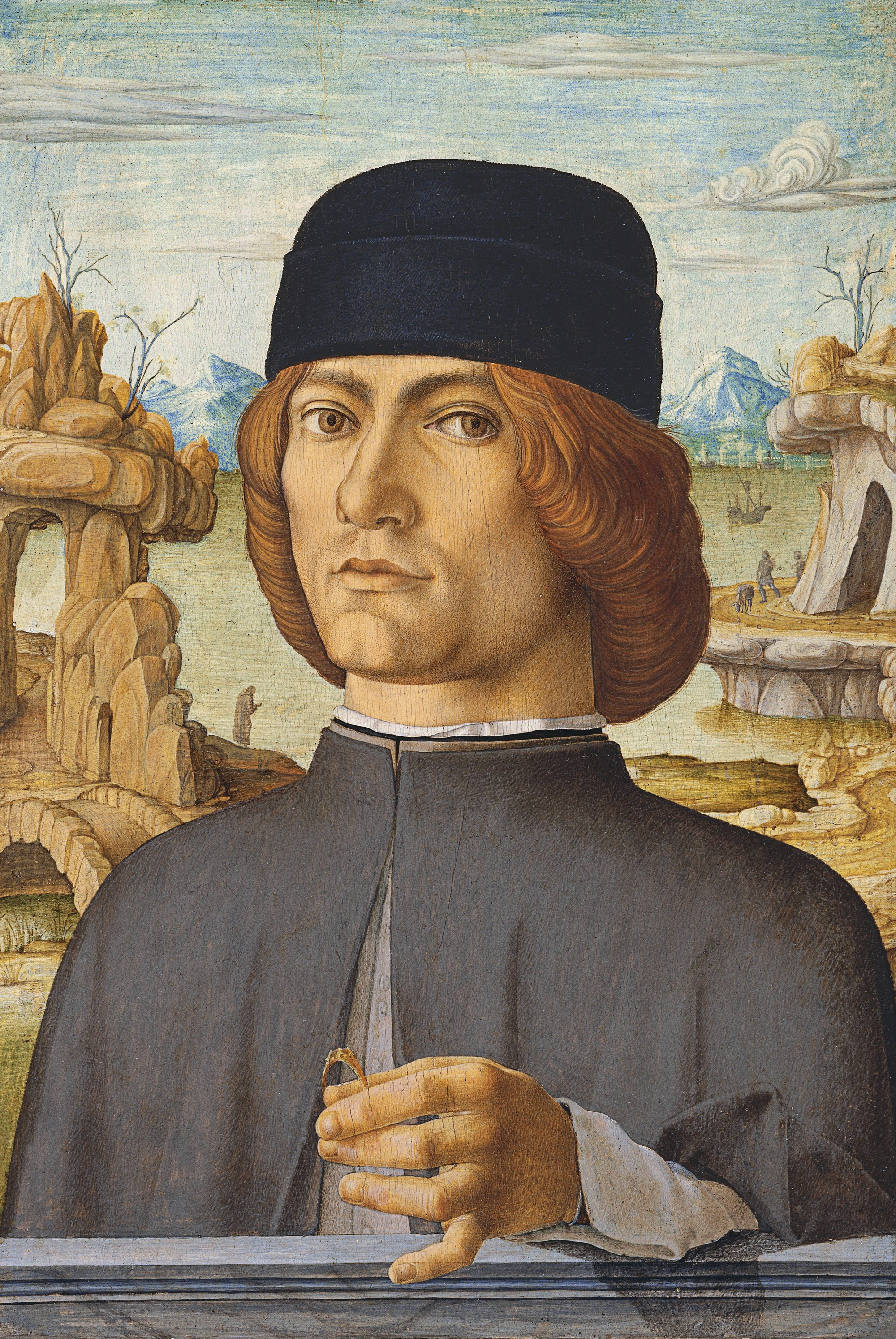
Портрет мужчины держащего кольцо, 1472-77, Собрание Тиссена-Борнемиссы, Мадрид

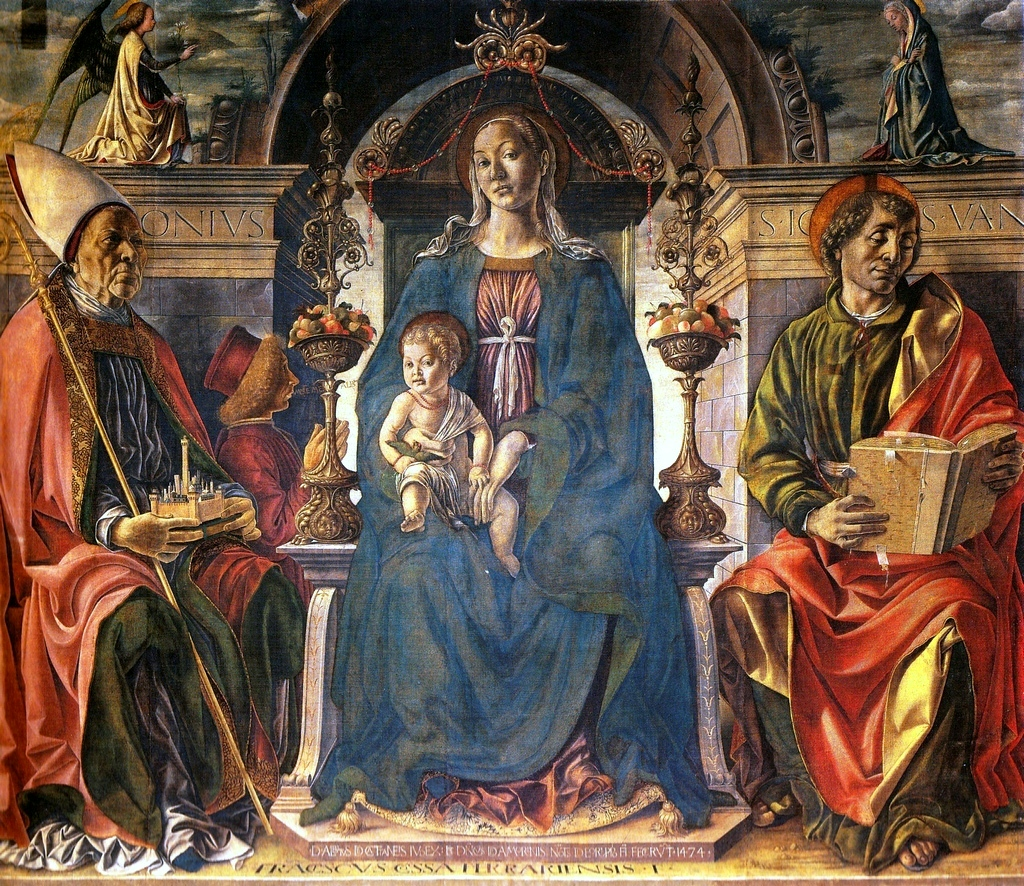
«Пала деи Мерканти», 1474 г., Национальная пинакотека, Болонья

Портрет мужчины, держащего кольцо (ок. 1472—1477 г.; 38х27 см, Собрание Тиссена-Борнемиссы, Мадрид) Вокруг этого портрета велись длительные дискуссии, касательно как изображённого персонажа, так и его авторства. Беренсон считал автором произведения Эрколе де Роберти, Лонги решил, что это работа Франческо дель Коссы. В качестве кандидатов предлагались и другие феррарские живописцы, но большинство исследователей согласились с мнением Роберто Лонги, указавшим на тонкую технику и сильную лепку, которые говорят о влиянии Антонелло да Мессины или нидерландской живописи. Кроме того, пейзажный фон с причудливыми скалами перекликается с аналогичным пейзажем за спиной св. Викентия Феррер из Лондонской галереи.
В отношении изображённого персонажа существовала давняя традиция, возможно с XVI века, что это портрет болонского живописца и ювелира Франческо Франча. Однако всё тот же Лонги высказал сомнение по этому поводу, указав на одежду персонажа и общую типологию произведения. В 1915 году была предложена версия, что изображённый — представитель семейства д’Эсте, поскольку бриллиант в кольце является одной из эмблем этой династии. Но возможно, что это просто портрет неизвестного жениха, протягивающего кольцо своей невесте, которая, вероятно, была изображена на парном портрете, как это было принято в то время. Портрет был приобретён бароном Гансом Генрихом Тиссен-Борнемиссой для своей коллекции в 1956 году.
«Пала деи Мерканти» (1474 г., Национальная пинакотека, Болонья; 228х226см) Эта поздняя работа была написана художником в Болонье за четыре года до смерти. Согласно надписи на основании трона Богородицы, картина была заказана в 1474 году судьёй Альберто де Каттанеи и нотариусом Доменико дельи Аморини, для Торговой палаты (Foro de ’Mercanti). Мадонна с младенцем сидит под кессонированной аркой между декоративными подсвечниками, украшенными фруктами. Над их головами нанизаны бусы из красного коралла (символизирующие Страсти Христовы) и горного хрусталя (символизирующего чистоту Девы). Слева Святой Петроний (возможно, портрет какого-то выдающегося церковника) держит модель города Болоньи. Справа Иоанн Богослов читает Евангелие. Слева от трона донатор — судья Альберто де Каттанеи стоит в позе преклонения. В верхней части картины изображена сцена Благовещения: слева ангел, справа Богородица.
Встреча царя Соломона и царицы Савской (деско да парто, 61х61 см; датируют третьей четвертью XV века, Музей изящных искусств, Бостон). Произведение представляет собой поднос для рожениц, на котором преподносили лакомства матери после успешных родов. Тема встречи Соломона и царицы Савской была очень популярна в эпоху Возрождения, её часто изображали на свадебных сундуках «кассоне». На оборотной стороне подноса — голый крылатый путто держит два больших рога изобилия, символизирующие плодородие. Первоначально работа была приписана художнику из Камерино Джованни Боккати, но в настоящее время музей обозначает его как «приписываемый Коссе». Поднос был приобретён в 1917 году госпожой Уолтер Скотт Фитц в дар Бостонскому музею изящных искусств.

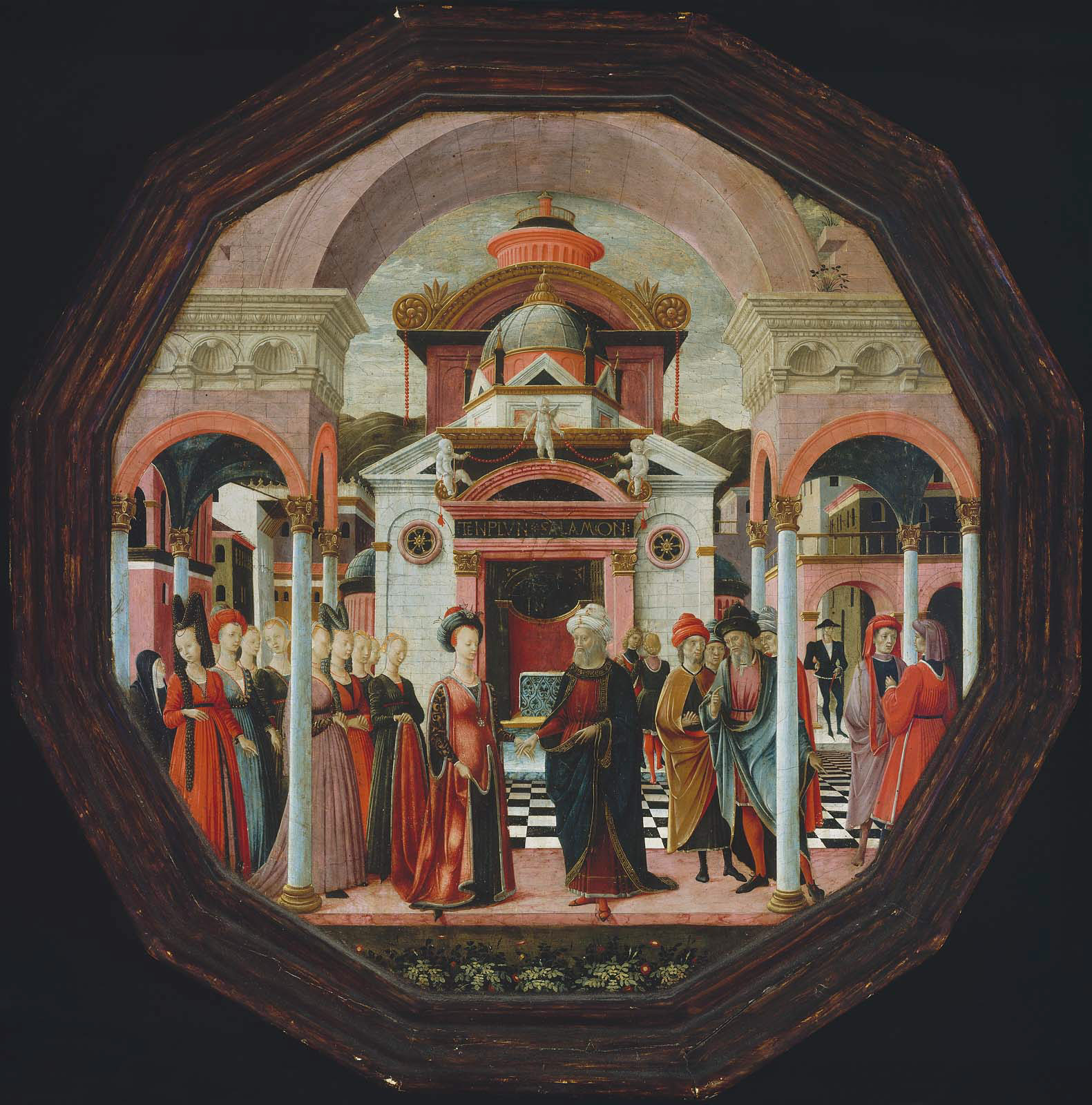
Встреча царя Соломона и царицы Савской. Бостон, Музей изящных искусств
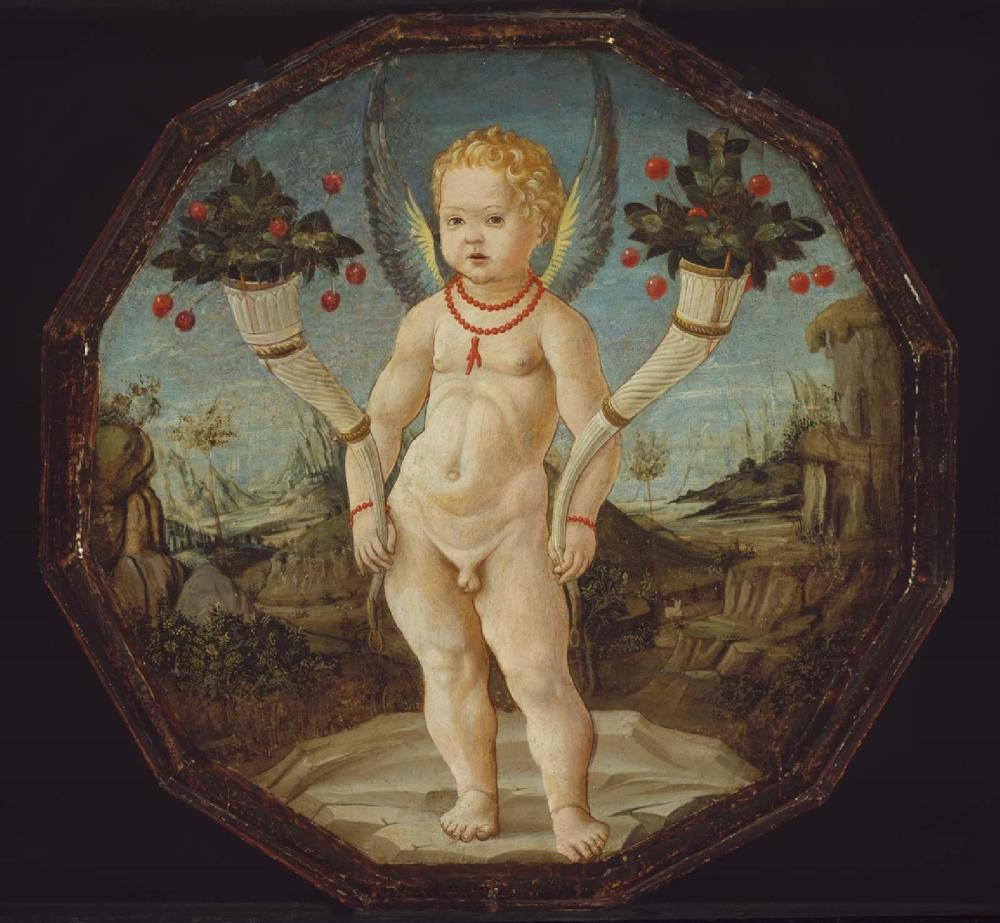
Путто. Оборотная сторона деско да парто. Бостон, Музей изящных искусств.